# Alpi

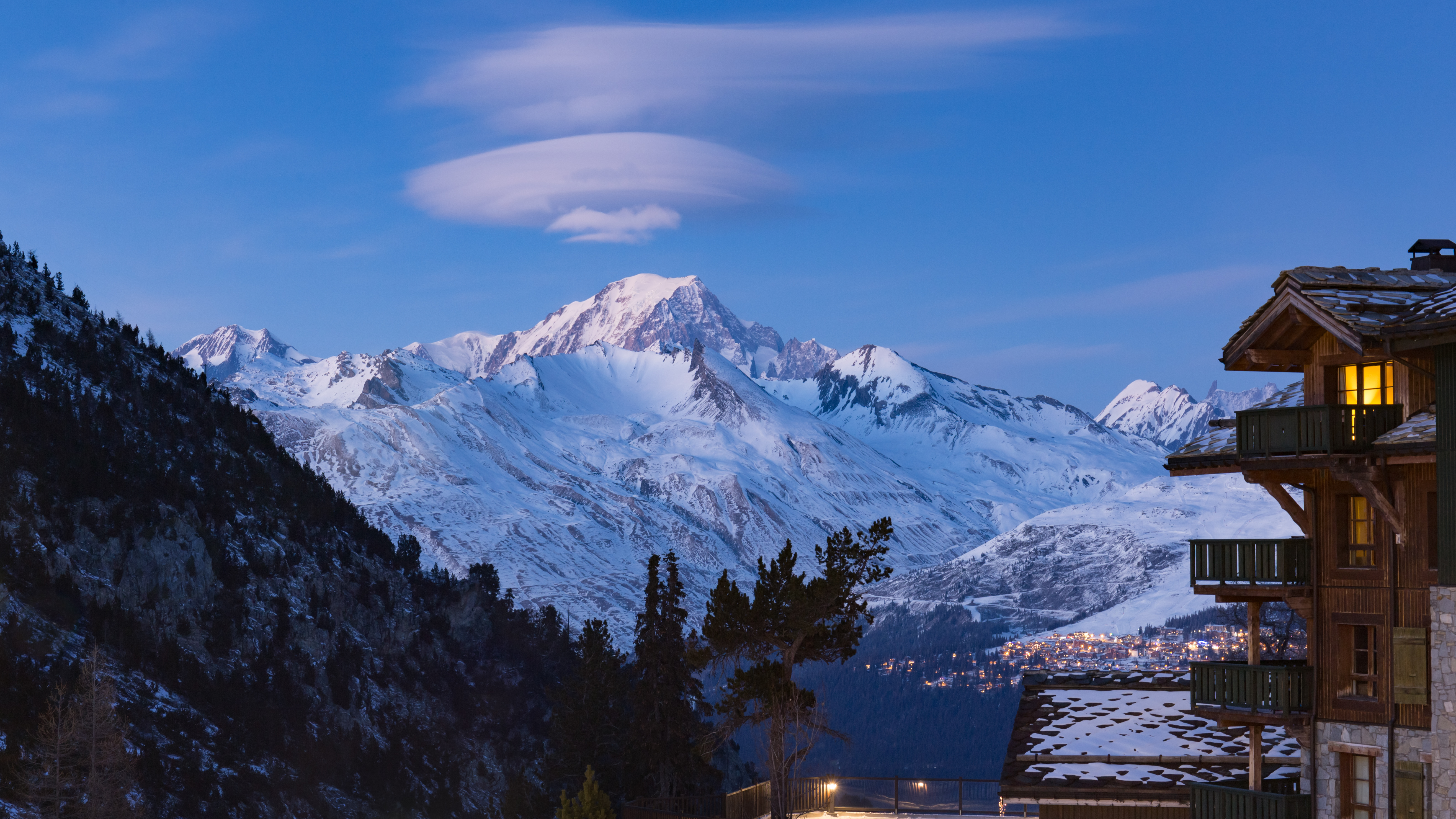
Il Monte Bianco (in questa immagine visto da Les Arcs), è la montagna più alta delle Alpi

Le Alpi sono la catena montuosa più importante d'Europa, situata a cavallo dei confini di Italia, Francia, Svizzera, Liechtenstein, Germania, Austria, Slovenia e, sia pure in modo del tutto marginale, Ungheria e Monaco. Separano l'Europa centrale da quella meridionale e racchiudono la regione geografica italiana, comprendendo al loro interno le vette più alte del continente europeo, tra cui il Monte Bianco, che con i suoi 4807 m d'altezza è la montagna più alta delle Alpi, d'Italia, di Francia, dell'Unione Europea; secondo la diffusa convenzione che pone i confini euroasiatici lungo la Linea di von Strahlenberg, il Monte Bianco è anche la montagna più alta del continente europeo.

## Generalità
Nell'ambito europeo questa catena montuosa assume notevole importanza, sotto numerosi aspetti: geografici, storici, culturali e naturalistici; in particolare la natura alpina è contraddistinta da molti ambienti incontaminati, perché protetti da condizioni geografiche particolari e da una precoce attenzione alla loro conservazione; non è un caso che il primo parco nazionale d'Europa sia stato istituito nelle Alpi svizzere nel 1914 e che l'Italia e la Francia abbiano i loro più antichi parchi nazionali situati proprio nelle Alpi; significativo inoltre è il fatto che ben diciassette siti alpini appartengono al patrimonio dell'umanità, quattro per criteri naturalistici e tredici per criteri culturali.
L'area alpina ha una popolazione di 14 milioni di persone nell'intera area e possiede una forte identità culturale, che spesso supera i confini nazionali; si può infatti parlare di "civiltà alpina", di "cultura alpina" e di "folclore alpino". Anche a livello economico le Alpi presentano molti elementi di omogeneità; infatti nei villaggi alpini di ogni nazione è fiorente la cultura tradizionale dell'agricoltura di montagna, della produzione di latte e formaggio e della lavorazione del legno, sebbene l'attività turistica, che cominciò a svilupparsi all'inizio del XX secolo, si espanse notevolmente dopo la seconda guerra mondiale, fino a diventare l'attività economica dominante in gran parte del territorio alpino. Le attrattive naturali delle Alpi sono infatti meta di un considerevole flusso turistico: ogni anno vi si recano 120 milioni di visitatori
Anche per ciò che riguarda gli sport invernali, le Alpi rivestono un'importanza notevole; a riprova di ciò, dieci edizioni dei giochi olimpici invernali, sulle ventitré in tutto disputate, sono state ospitate nelle Alpi svizzere, francesi, italiane, austriache e tedesche.

## Storia

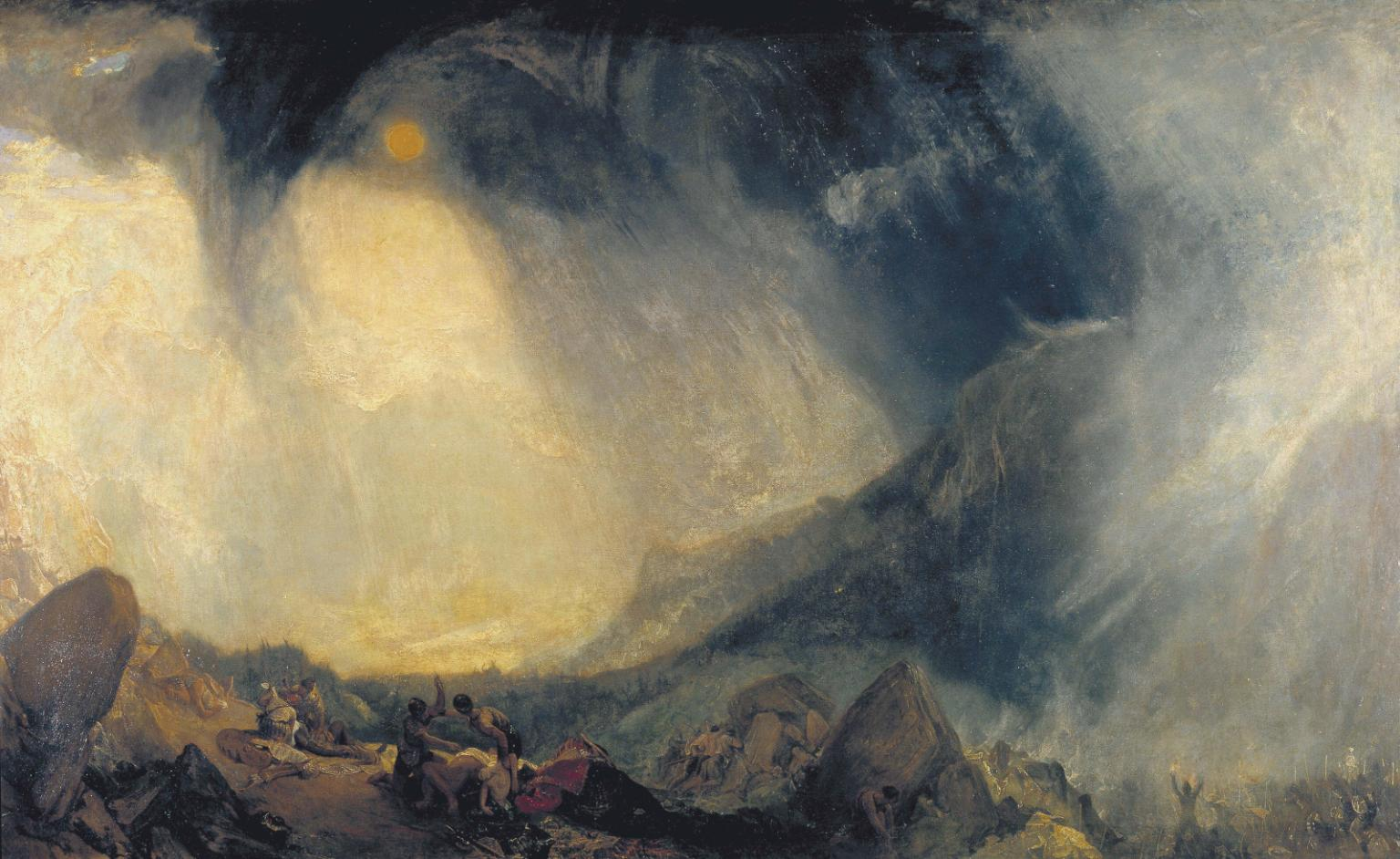
William Turner, Bufera di neve: Annibale e il suo esercito attraversano le Alpi (1812)

La storia della colonizzazione delle Alpi ebbe inizio con la fine dell'ultima glaciazione (circa 15 000 anni fa), quando la fusione dei ghiacci incominciò a rendere abitabili vaste zone vergini. Nella tarda preistoria i laghi prealpini ospitavano villaggi palafitticoli. Il testimone più famoso di quest'epoca è l'uomo di Similaun (detto anche "Oetzi").
Nell'età del ferro (circa 1200 a.C. a 1000 d.C.), dai Reti e Camuni (Alpi Retiche), dai Veneti e Illiri (le Alpi Orientali), dai Celti delle culture di Hallstatt e di La Tène (il versante settentrionale). Intorno alla metà del primo millennio i Celti irruppero a sud delle Alpi e invasero buona parte del versante meridionale e occidentale, prima abitati da Liguri.
A tali quattro gruppi etnici appartenevano i popoli, politicamente organizzati in piccoli Stati o confederazioni tribali, esistenti all'arrivo dei Cartaginesi e dei Romani. Durante la seconda guerra punica avvenne il passaggio delle Alpi forse attraverso il colle del Moncenisio in val di Susa da parte dell'esercito di Annibale con gli elefanti. Alla fine della seconda guerra punica l'Italia settentrionale divenne la provincia romana della Gallia Cisalpina. Tuttavia, le Alpi rimanevano in buona parte autonome.
Una quarantina di popoli delle Alpi Occidentali furono combattuti e vinti dai Romani nel 15 a.C. A commemorare la vittoria fu costruito il Trofeo di Augusto, che si può vedere a La Turbie: rappresenta, per i francesi, la porta d'ingresso alla catena alpina. Alcuni popoli mantennero una certa autonomia sotto l'Impero romano e non furono inglobati in alcuna delle province, bensì mantennero un'amministrazione particolare: si tratta dei regni di Marco Giulio Cozio e dei Graii. A ricordo di tale trattamento privilegiato rimangono gli archi di Augusto eretti nelle rispettive capitali, Susa e Aosta.
Da quanto descritto, si capisce che nell'antichità le Alpi Occidentali erano le Alpi per antonomasia, attraversate da Annibale e da Giulio Cesare. Anche il nome "Alpes", che è utilizzato nel senso moderno per la prima volta in latino, è preso in prestito da una lingua parlata nelle Alpi Occidentali, probabilmente ligure, in cui significava semplicemente "montagne".

### Medioevo
Durante il Medioevo, le Alpi furono una delle aree dell'Europa occidentale meno toccate dal feudalesimo, in quanto il territorio non produceva abbastanza, oltre a quanto necessario alla famiglia del contadino o del pastore, per permettere di dare una parte del raccolto al feudatario. In effetti, i territori alpini non erano di alcun interesse economico per gli Stati della pianura, ma erano strategici su un piano militare.
Cosicché, ci furono due tendenze, spesso riscontrabili nello stesso territorio: da un lato, parecchi territori alpini godevano di una sostanziale autonomia interna, pur appartenendo a uno Stato confinante, che aveva diritto di tenervi guarnigione. Dall'altro lato, molti di essi erano organizzati come comuni rustici, piccole repubbliche di montanari o di piccoli nobili locali.
Il caso estremo di queste due tendenze è la Confederazione, pienamente indipendente, dei cantoni svizzeri. Tuttavia, godevano di autonomia all'interno dei rispettivi Stati anche gli Escartons delle Alpi francesi e dell'alta Val di Susa, le comunità delle valli valdostane e i tre "terzi" della Valtellina, nonché le contee di Bormio e Chiavenna, le Magnifiche Comunità di Fiemme e di Fassa e la Magnifica Comunità di Cadore, che si autogovernava attraverso i propri statuti.
Tutte queste autonomie locali cessarono con l'occupazione napoleonica dei vari Stati e l'Ottocento vide l'affermarsi delle amministrazioni centralizzate in tutti gli Stati alpini, forse esclusa la Svizzera. A partire dalla seconda guerra mondiale questa tendenza si è invertita e, sia pure per motivi questa volta linguistici, territori come la Valle d'Aosta e le province di Bolzano e Trento hanno riottenuto un'autonomia che ricorda per certi versi quella di cui avevano goduto i territori alpini prima di Napoleone.

### Toponimo

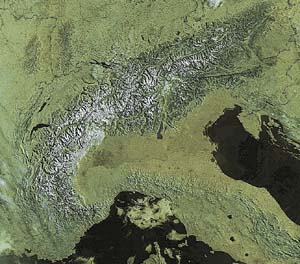
Le Alpi dallo spazio (maggio 2002)

Il toponimo deriva dal latino Alpes, che può significare "pietra", "collina", "montagna", "bianco". Si chiamano in francese Alpes, in occitano Aups/Alps, in tedesco Alpen, in romancio Alps, in sloveno Alpe, in friulano Alps. Sesto Pompeo Festo nel suo Primo Libro attesta che il nome deriva da albus (bianco), che i Sabini pronunciavano alpus, e indicava il colore sempre bianco della catena innevata anche durante la stagione estiva.

## Geografia

### Limiti ed estensione

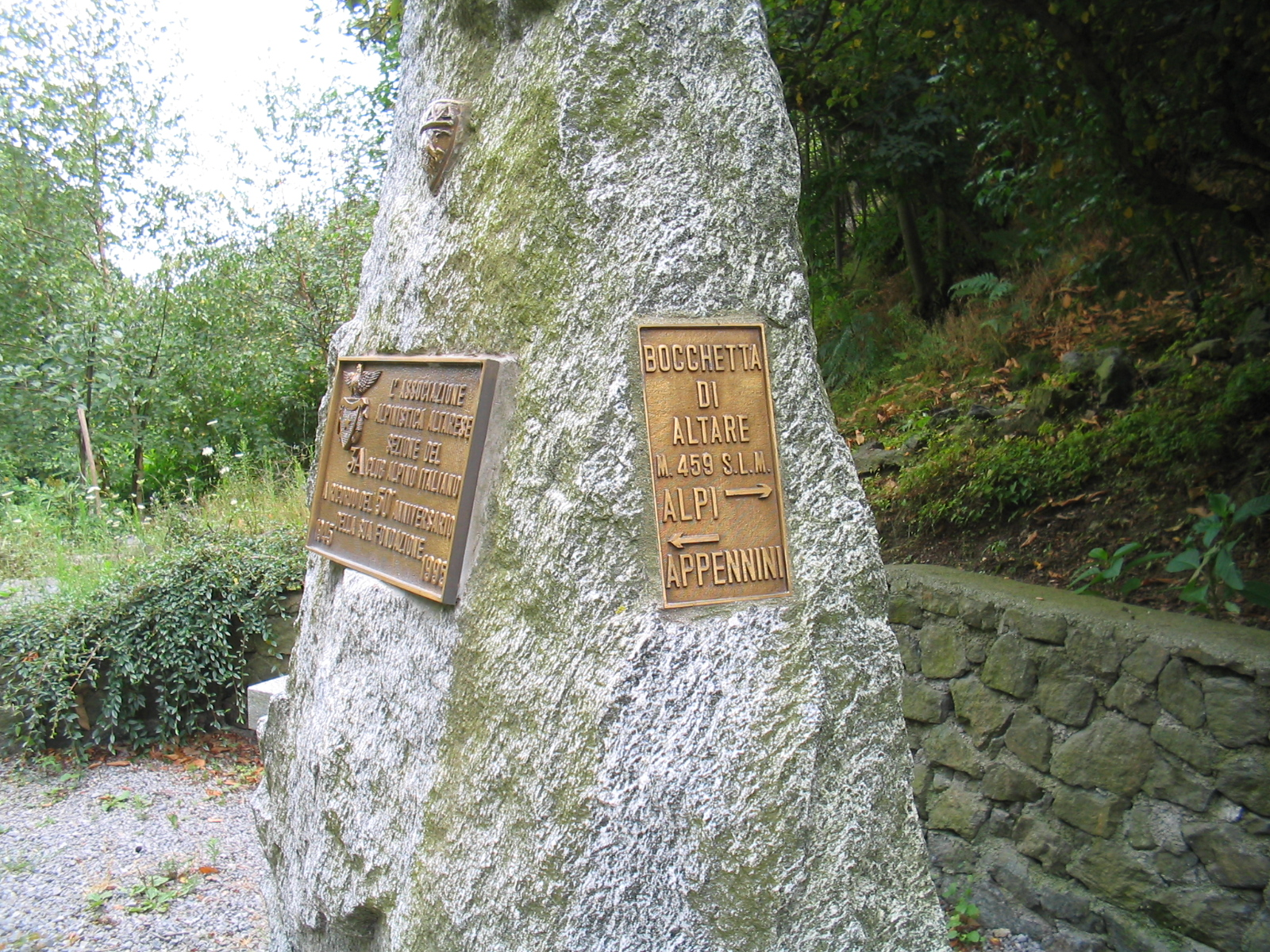
Bocchetta di Altare

Secondo tutte le più diffuse convenzioni, il limite occidentale delle Alpi è la Bocchetta di Altare o colle di Cadibona; il confine geologico è situato più a est, nei pressi del passo dei Giovi, lungo una discontinuità tettonica denominata linea Sestri-Voltaggio.
Il limite orientale, invece, è identificato diversamente, a seconda delle varie convenzioni. Secondo la Suddivisione Orografica Internazionale Unificata del Sistema Alpino, il limite orientale si distende tra Vienna, Graz, Maribor, Lubiana e la Sella di Godovici. Secondo la Partizione delle Alpi, invece, il limite orientale delle Alpi è il Passo di Vrata, dove iniziano le Alpi Dinariche. La suddivisione didattica tradizionale italiana segue, come limiti della catena alpina, il criterio della "Partizione delle Alpi".
L'intero sistema montuoso si distende per circa 1300 km, formando un arco tra l'Italia settentrionale, la Francia sudorientale, la Svizzera meridionale, il Liechtenstein, la Germania meridionale, l'Austria e la Slovenia occidentale, raggiungendo con le sue estreme propaggini l'Ungheria occidentale. Tra Verona e Monaco di Baviera, le Alpi raggiungono la larghezza massima (circa 250 km), mentre nella parte sud-occidentale si arriva a quella minima (la catena tra Saluzzo e Grenoble è larga circa 120 km). L'arco alpino italiano presenta tre grandi archi concavi presso Cuneo, Varese e Udine e una parte convessa presso Verona. Le Alpi settentrionali sono più lineari, con un unico arco presso Ginevra.

### Prealpi

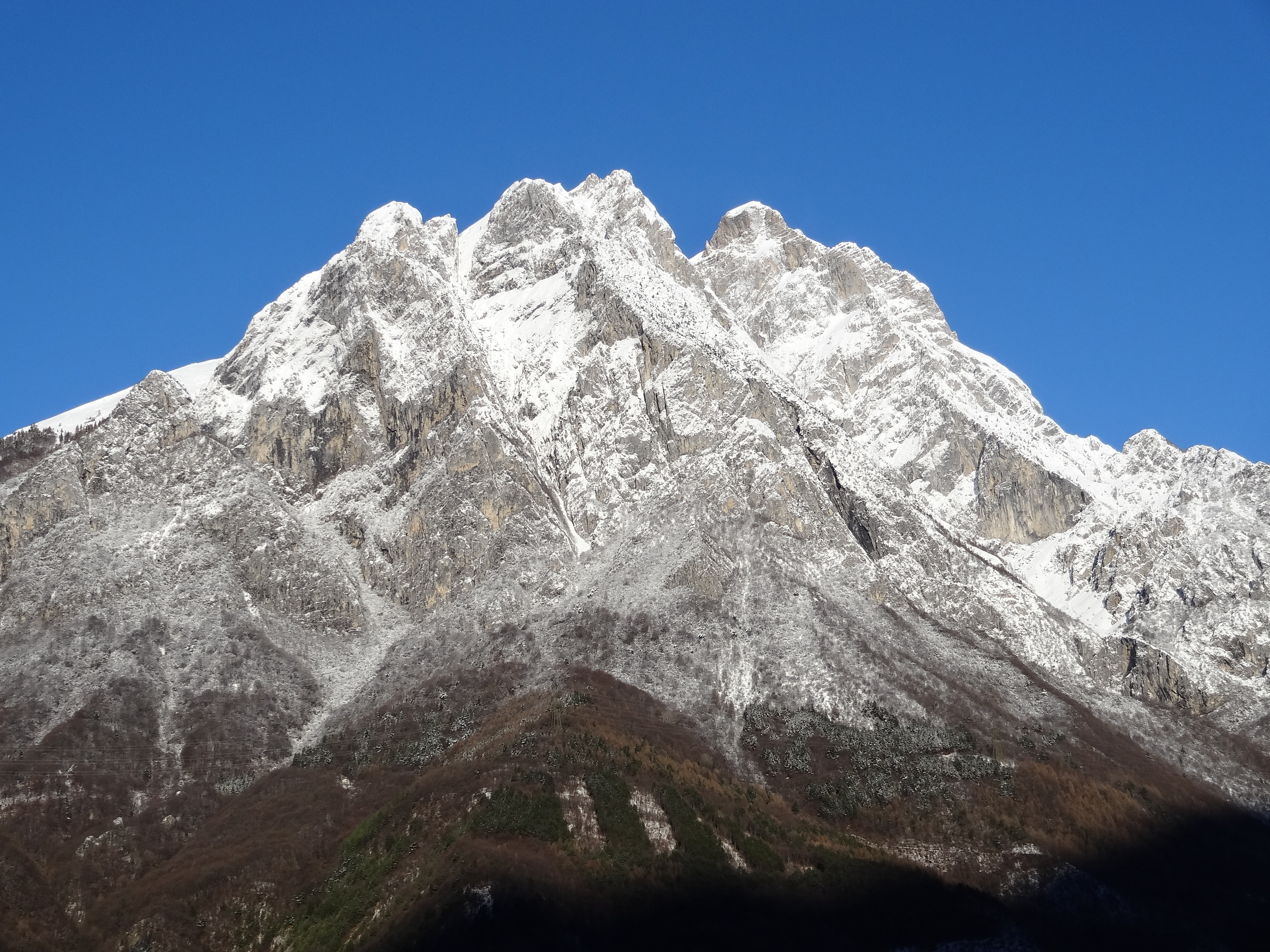
Concarena, montagna delle Prealpi Lombarde

Alcuni tratti della catena alpina sono detti "Prealpi"; si tratta dei rilievi montuosi periferici, tipicamente meno alti e posti a contorno della fascia mediana e più elevata delle Alpi. Si estendono sia sul versante esterno, sia su quello interno o italiano. Tutti i criteri più comuni di suddivisione della catena, di là dalle differenti denominazioni e di piccole variazioni di estensione, concordano nell'identificare questi settori prealpini: Prealpi di Provenza, Prealpi del Delfinato, Prealpi di Savoia, Prealpi Lombarde, Prealpi Venete, Prealpi Carniche e Prealpi Giulie. Sono a volte definiti prealpini anche altri settori, ma su essi non c'è concordanza di vedute.

### Ripartizione montagne
| Paese         | 2000 m+ | 2500 m+ | 3000 m+ | 3500 m+ | 4000 m+ | Totale |
| ------------- | ------- | ------- | ------- | ------- | ------- | ------ |
| Austria       | 206     | 150     | 93      | 14      | 0       | 463    |
| Francia       | 71      | 95      | 75      | 40      | 4       | 285    |
| Germania      | 14      | 11      | 0       | 0       | 0       | 25     |
| Italia        | 149     | 197     | 169     | 48      | 7       | 570    |
| Liechtenstein | 4       | 1       | 0       | 0       | 0       | 5      |
| Slovenia      | 22      | 9       | 0       | 0       | 0       | 31     |
| Svizzera      | 66      | 114     | 147     | 44      | 24      | 395    |
| Totale        | 507     | 530     | 416     | 117     | 29      | 1 599  |

### Montagne più alte
La montagna più alta è il Monte Bianco, posto al confine tra Italia e Francia, che con i suoi 4808 m è il più alto d'Europa. Si fornisce di seguito un elenco non esaustivo delle montagne più alte della catena.
- Monti che superano i 4000 m
  -  Monte Bianco (4808 m)
  -  Monte Rosa (4634 m)
  -  Dom (4545 m);
  -  Weisshorn (4505 m);
  -  Cervino (4478 m);
  -  Grand Combin (4314 m);
  -  Finsteraarhorn (4274 m);
  -  Grandes Jorasses (4208 m);
  -  Aletschhorn (4193 m);
  - Dent d'Hérens (4171 m);
  -  Jungfrau (4158 m);
  -  Barre des Écrins (4102 m);
  -  Gran Paradiso (4061 m);
  -  Bernina (4049 m).

- Monti che superano i 3500 m
  -  Eiger (3970 m);
  -  Grivola (3969 m);
  -  Monte Pelvoux (3946 m);
  -  Ortles (3905 m);
  -  Grande Casse (3855 m);
  -  Monviso (3841 m);
  -  Großglockner (3797 m);
  -  Cevedale (3769 m);
  -  Aiguille de la Grande Sassière (3751 m);
  -  Palla Bianca (3738 m);
  -  Punta Roncia (3612 m);
  -  Monte Emilius (3559 m);
  -  Presanella (3558 m);
  -  Adamello (3554 m);
  -   Monte Leone (3552 m);
  -  Rocciamelone (3537 m);

### Suddivisione

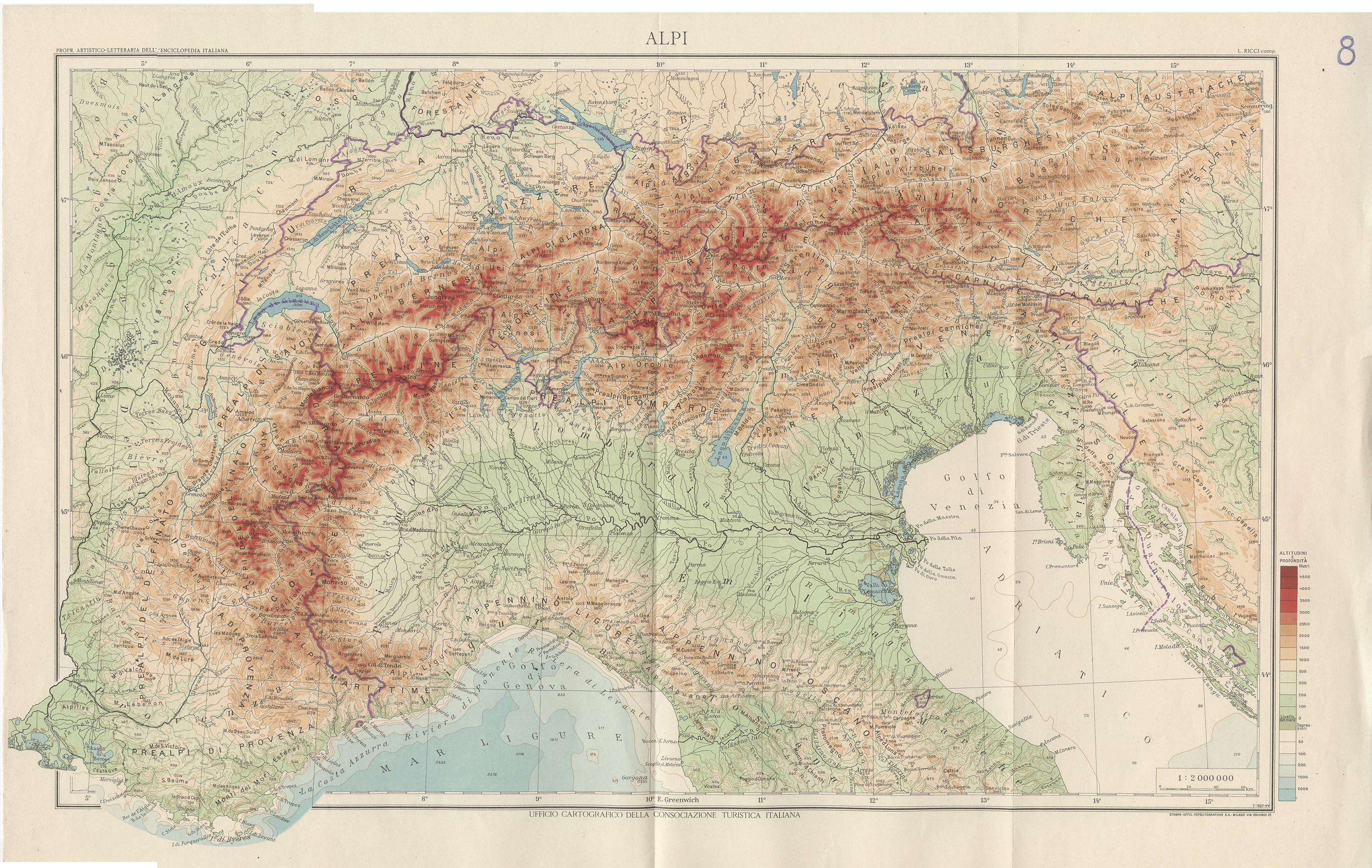
Mappa fisica delle Alpi e del bacino del Po

Anzitutto, si suole distinguere una catena alpina principale, che corre lungo la linea spartiacque tra Europa centrale ed Europa meridionale. Essa inizia dalla congiunzione con gli Appennini e arriva al Picco dei Tre Signori, per poi dividersi in due; da una parte prosegue verso nord-est e con le sue ultime propaggini giunge in prossimità di Vienna, mentre dall'altra parte prosegue verso sud-est giungendo sino al punto in cui si unisce alle Alpi Dinariche.
Inoltre, come richiamato sopra, le sezioni della catena poste a contorno della zona mediana, tipicamente meno elevate, sono chiamate Prealpi. Per quanto riguarda la suddivisione del territorio alpino in sezioni, non esiste un unico criterio, universalmente accettato da tutti. Vengono pertanto riportati nei capitoli seguenti i punti di vista dei più diffusi criteri di suddivisione.

#### Partizione delle Alpi

Le 26 sezioni della Partizione delle Alpi

A seguito del IX Congresso geografico italiano, svoltosi nel 1924, vennero ufficializzate nel 1926 le suddivisioni del sistema alpino sulla base del documento "Nomi e limiti delle grandi parti del Sistema Alpino". La Partizione delle Alpi è alla base di numerosissimi testi sulle Alpi; alcuni testi (2006-2007), la aggiornano, pur mantenendone i criteri fondamentali. Anche la suddivisione didattica tradizionale italiana segue la Partizione delle Alpi, a volte con alcune varianti.
La ripartizione principale individua tre grandi parti: Alpi Occidentali, Alpi Centrali e Alpi Orientali, suddivise a loro volta in 26 sezioni e 112 gruppi. Le Alpi Occidentali vanno dal colle di Cadibona al col Ferret; le Alpi Centrali dal col Ferret al passo del Brennero; le Alpi Orientali dal passo del Brennero al Passo di Vrata. Queste tre grandi parti sono suddivise ulteriormente:
- Alpi Occidentali: Alpi Marittime, Alpi Cozie, Alpi di Provenza, Prealpi di Provenza, Alpi del Delfinato, Prealpi del Delfinato, Prealpi di Savoia, Alpi Graie;
- Alpi Centrali: Alpi Pennine, Alpi Lepontine, Alpi Retiche, Alpi Bernesi, Alpi Glaronesi, Prealpi Svizzere, Alpi Bavaresi, Prealpi lombarde;
- Alpi Orientali: Alpi Noriche, Dolomiti, Alpi Carniche, Alpi Giulie, Caravanche, Alpi Salisburghesi, Alpi austriache, Prealpi di Stiria, Prealpi Venete, Carso.

#### SOIUSA

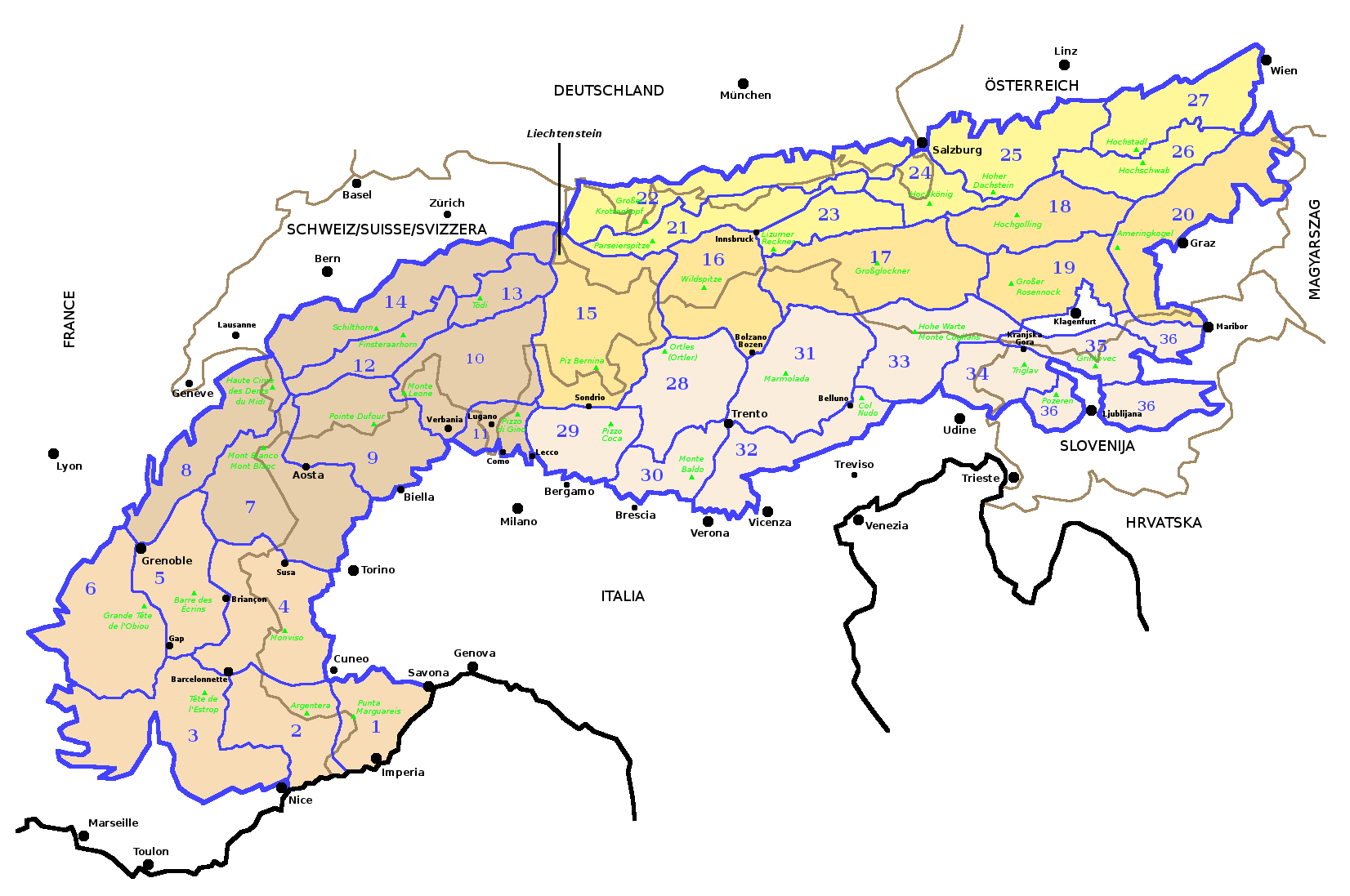
Le 36 sezioni della SOIUSA

Nel 2005 è stata presentata ufficialmente la classificazione SOIUSA, acronimo di Suddivisione Orografica Internazionale Unificata del Sistema Alpino, allo scopo di uniformare le denominazioni utilizzate negli Stati dell'area alpina. Questa classificazione prevede due grandi parti (Alpi Occidentali e Alpi Orientali) anziché le tre della Partizione delle Alpi e della suddivisione didattica tradizionale italiana, in accordo con le classificazioni in uso in Austria, e un'ulteriore suddivisione in cinque settori, 36 sezioni e 132 sottosezioni.
Si elencano i cinque settori, con la loro suddivisione nelle 36 sezioni:
- Alpi Sud-occidentali: Alpi Liguri; Alpi Marittime e Prealpi di Nizza; Alpi e Prealpi di Provenza; Alpi Cozie; Alpi del Delfinato; Prealpi del Delfinato.
- Alpi Nord-occidentali: Alpi Graie; Prealpi di Savoia; Alpi Pennine; Alpi Lepontine; Prealpi Luganesi; Alpi Bernesi; Alpi Glaronesi; Prealpi Svizzere.
- Alpi Centro-orientali: Alpi Retiche occidentali; Alpi Retiche orientali; Alpi dei Tauri occidentali; Alpi dei Tauri orientali; Alpi di Stiria e Carinzia; Prealpi di Stiria.
- Alpi Nord-orientali: Alpi Calcaree Nordtirolesi; Alpi Bavaresi; Alpi Scistose Tirolesi; Alpi Settentrionali Salisburghesi; Alpi del Salzkammergut e dell'Alta Austria; Alpi Settentrionali di Stiria; Alpi della Bassa Austria.
- Alpi Sud-orientali: Alpi Retiche meridionali; Alpi e Prealpi Bergamasche; Prealpi Bresciane e Gardesane; Dolomiti; Prealpi Venete; Alpi Carniche e della Gail; Alpi e Prealpi Giulie; Alpi di Carinzia e di Slovenia; Prealpi Slovene.

#### Suddivisioni nazionali
Alpi Nord-orientali
     Alpi Centro-orientali
     Alpi Sud-orientali
     Alpi Orientali Occidentali

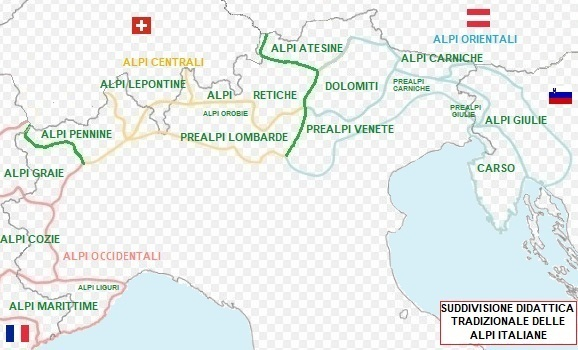
Suddivisione didattica tradizionale delle Alpi italiane

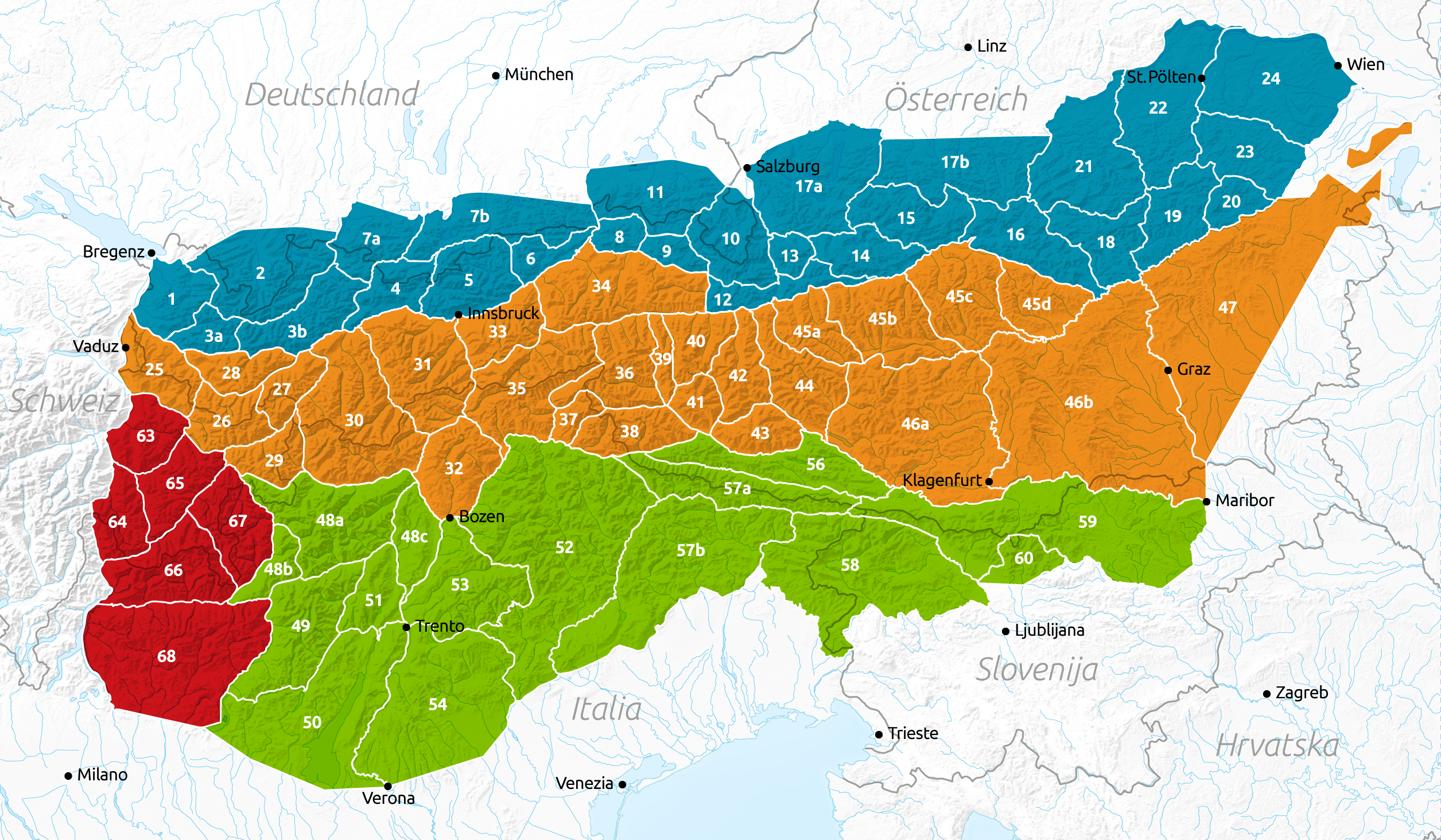
Suddivisione delle Alpi Orientali (AVE):
Alpi Nord-orientali
Alpi Centro-orientali
Alpi Sud-orientali
Alpi Orientali Occidentali

Sono diffuse anche le tradizionali classificazioni nazionali, che considerano soltanto la parte del sistema alpino ricadente nei vari territori nazionali e, a volte, le zone confinanti:
- suddivisione didattica tradizionale delle Alpi italiane;
- suddivisione delle Alpi italiane proposta dal Club Alpino Italiano e dal Touring Club Italiano;
- suddivisione delle Alpi francesi proposta dal Club alpino francese;
- suddivisione delle Alpi svizzere proposta dal Club alpino svizzero;
- suddivisione delle Alpi austriache e delle Alpi bavaresi proposta dalla "Suddivisione geografica del territorio austriaco" (Geographische Raumgliederug Österreich);
- suddivisione delle Alpi Orientali proposta dai Club alpini austro-tedeschi (Deutscher und Österreichischer Alpenverein); questa classificazione è conosciuta con la sigla "AVE";
- suddivisione delle Alpi slovene proposta dalla "Suddivisione geografica naturale della Slovenia" (Naravnogeografska regionalizacija Slovenije).

### Idrologia
Dalle Alpi nascono importanti fiumi europei, che vanno a lambire importanti città europee nelle loro rispettive pianure. Lungo le creste più elevate poste in genere lungo i confini geografici delle nazioni interessate passa lo spartiacque alpino che delimita quattro bacini idrografici principali:
- a sud il bacino del Mare Adriatico, costituito prevalentemente dalla Pianura Padana; in questo bacino si ricordano il Po e molti suoi affluenti (Adda, Ticino, ecc.), l'Adige, il Brenta, il Piave, il Tagliamento, l'Isonzo;
- a ovest il bacino del Mar Mediterraneo (costa francese e ligure), quasi interamente occupato dal bacino del Rodano con l'Isère e altri suoi affluenti (assai secondari sono il Varo e altri fiumi minori);
- a nordovest il bacino del Mare del Nord, che viene raggiunto dalle acque del Reno e dei suoi affluenti (tra cui va ricordato l'Aar);
- a nord, nordest ed est il bacino del Mar Nero, mare raggiunto dalle acque di vari affluenti del Danubio, tra cui i più importanti sono il Lech, l'Inn, la Drava e la Sava.

Numerosi sono i laghi, quasi tutti di origine glaciale.

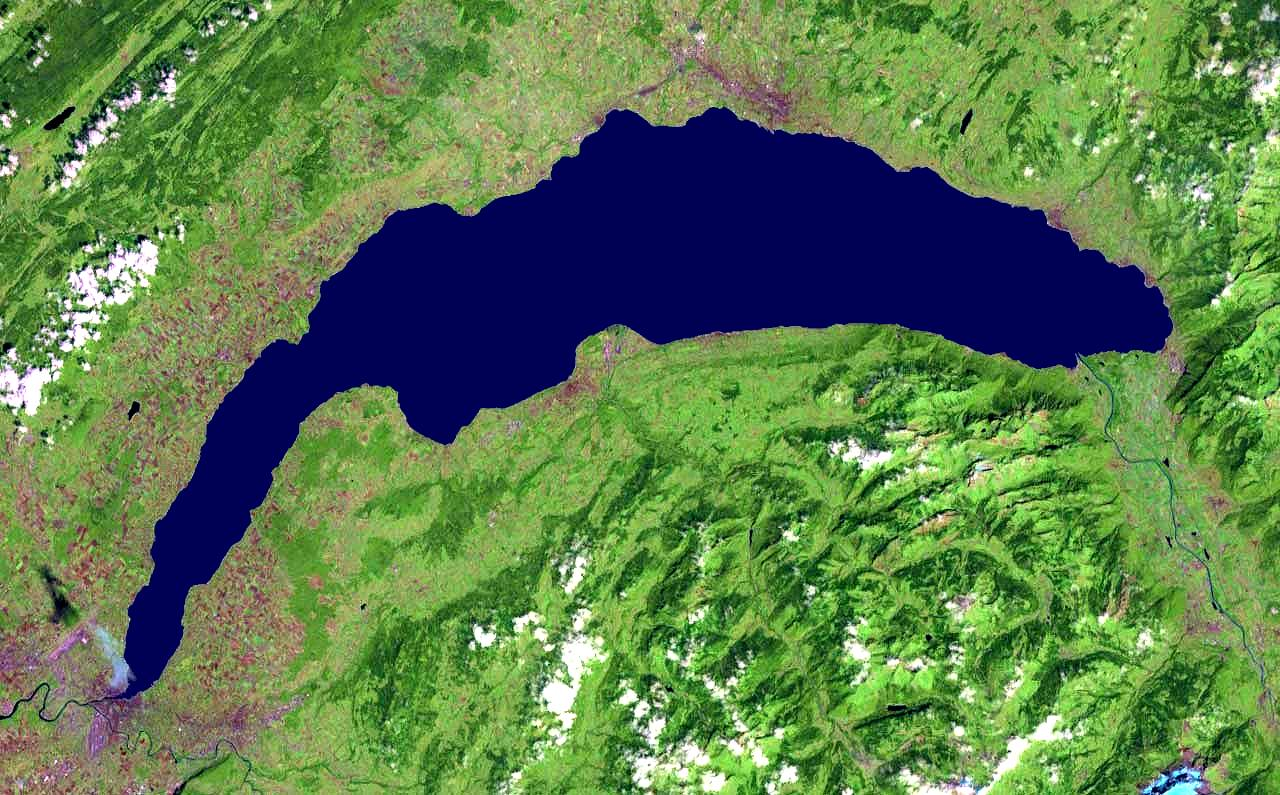
Lago di Ginevra

Sul versante meridionale il più grande è il lago di Garda (o Benaco) mentre il più profondo è il lago di Como (o Lario); altri laghi notevoli sono il lago Maggiore (o Verbano), il lago d'Orta (o Cusio), il lago di Lugano (o Ceresio), il lago d'Iseo (o Sebino) e altri più piccoli.
Sul versante settentrionale sono particolarmente importanti i laghi posti in territorio svizzero o sui suoi confini: il lago Lemano (o di Ginevra), che con i suoi 580 km² è il più grande tra tutti i laghi alpini, il lago di Costanza, il lago di Neuchâtel, il lago dei Quattro Cantoni (o di Lucerna), il lago di Zurigo, il lago di Thun e molti altri più piccoli. Fuori della Svizzera vanno ricordati il lago di Annecy e il lago del Bourget in Francia, il lago Atter in Austria, il lago dell'Ammer, il lago di Starnberg e il lago di Chiem in Germania.
Le Alpi costituiscono anche un serbatoio di acqua dolce, grazie alla presenza dei numerosi ghiacciai.

## Geologia
Le Alpi formano una parte della cintura orogenetica terziaria, chiamata catena Alpino-Himalayana, che si estende quasi ininterrottamente dall'Europa sud-occidentale fino all'Asia, formatasi come risultato della collisione tra la placca africana e la placca euroasiatica, evento in cui si è chiuso l'oceano della Tetide. Durante l'Oligocene e il Miocene enormi sforzi tettonici hanno premuto i sedimenti marini della Tetide, spingendoli contro la placca di Eurasia formando quindi le Alpi. All'interno della catena è quindi possibile ritrovare porzioni del vecchio basamento cristallino, che costituisce il substrato dei depositi marini, affiorante in superficie.

## Clima
Il clima delle Alpi è il tipico clima delle zone montuose elevate. All'aumentare della quota diminuisce proporzionalmente la temperatura. A circa 3 000 metri di altitudine c'è il limite delle nevi perenni, che a questa altitudine il calore non riesce a fondere completamente. Gli inverni sono lunghi e con abbondanti nevicate, le estati sono fresche e piovose e quindi si formano ghiacciai anche di notevoli dimensioni.
All'aumentare dell'altitudine, diminuisce la pressione atmosferica e l'aria contiene minori quantità di umidità e di anidride carbonica. Anche le piante risentono di questo fenomeno: infatti, l'acqua viene sottratta loro più rapidamente, mentre il loro livello di anidride carbonica diminuisce.
Il versante meridionale italiano delle Alpi gode in genere di un clima più mite rispetto ai versanti settentrionali e orientali grazie, oltre alla latitudine, anche all'azione schermante della catena montuosa rispetto ai venti provenienti da nord (tramontana), che, in caduta sottovento, possono provocare il tipico effetto föhn (o favonio). A parità di altitudine, Alpi Orientali e Centrali tendono ad essere più fredde rispetto a quelle Occidentali per allontanamento dall'Atlantico e avvicinamento al blocco euroasiatico, risentendo a volte delle correnti meridionali (scirocco e libeccio) schermate invece dall'Appennino settentrionale nel caso delle Alpi Occidentali.
La piovosità è più elevata rispetto alle zone di pianura circostanti (es. Pianura Padana) e con essa anche la nevosità per effetto dell'altitudine. La stagione più piovosa è l'autunno, seguita dalla primavera; l'inverno è rigido e moderatamente nevoso, mentre l'estate è fresca e umida, non mancando di frequenti rovesci e temporali. Il clima tende ad essere di tipo continentale o steppico, cioè freddo d'inverno e caldo e asciutto d'estate, nelle parti interne e a bassa quota delle valli alpine più sviluppate in lunghezza, come, ad esempio, la Valle d'Aosta e l'Alto Adige.
Il clima e l'idrologia delle Alpi sono soggette a cambiamenti sia di origine naturale sia antropica. Le località più nevose dell'arco alpino italiano risultano essere Limone Piemonte, Madesimo e Sella Nevea.

## Ambiente

### Flora

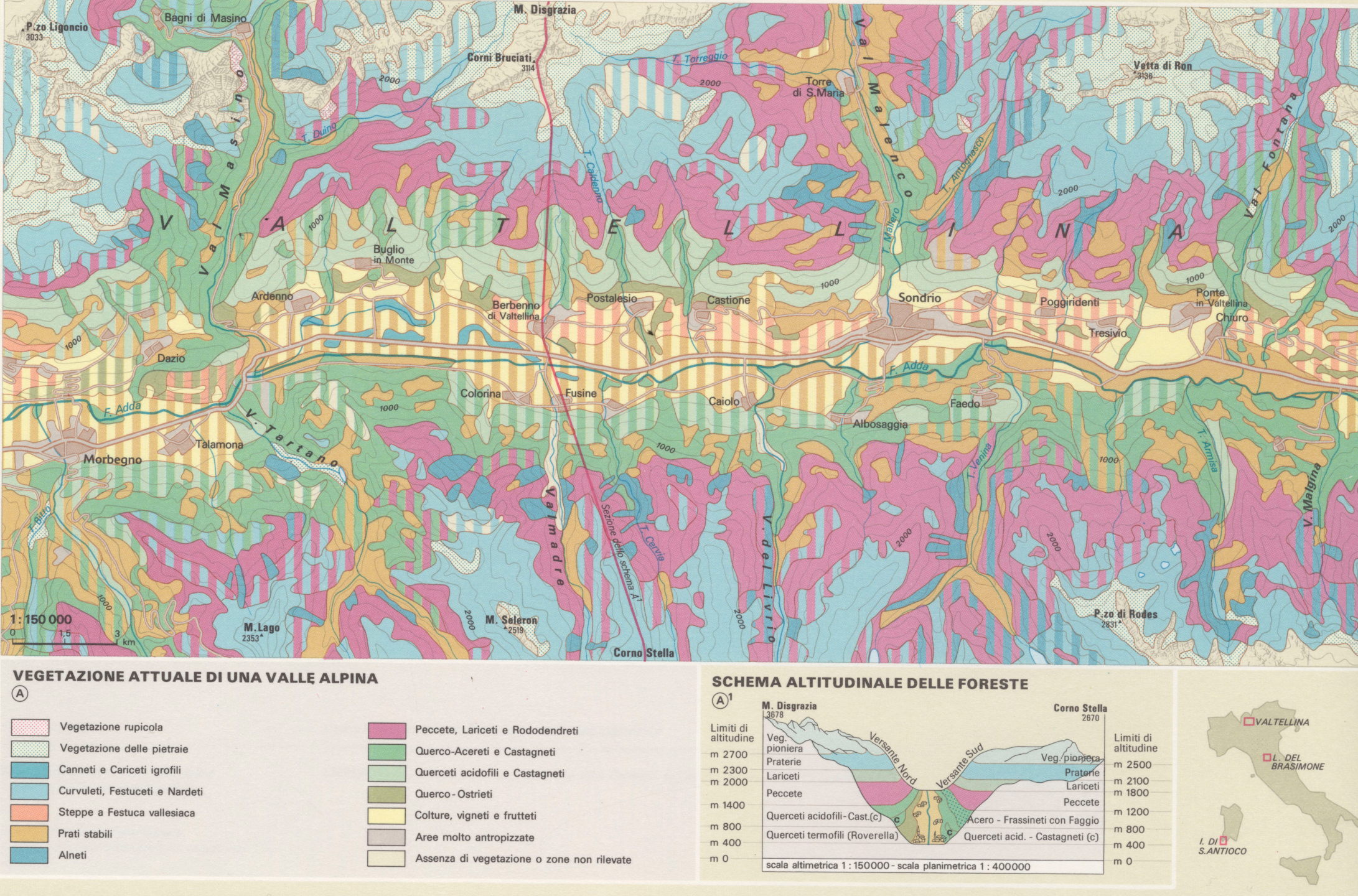
Distribuzione della vegetazione nella valli alpine
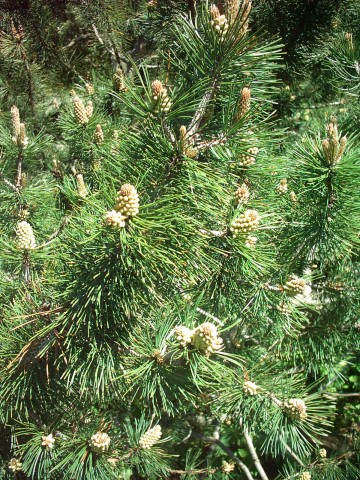
Pino mugo
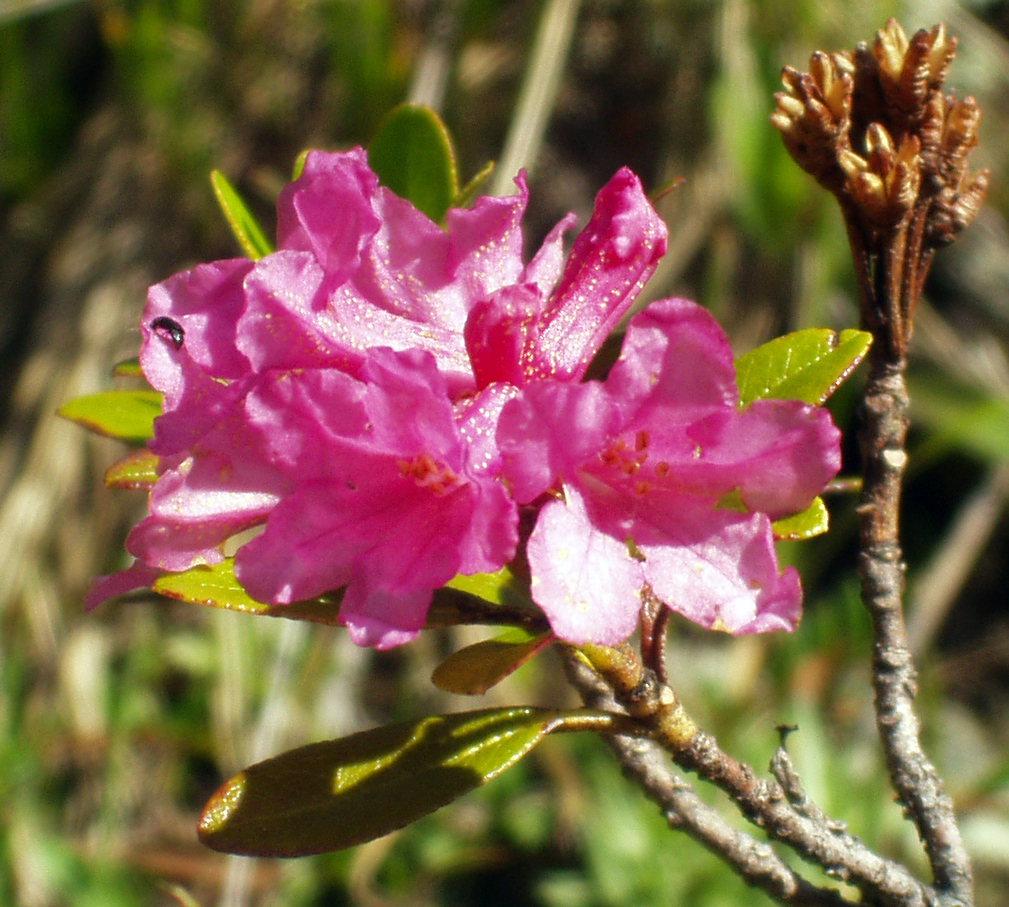
Rhododendron ferrugineum
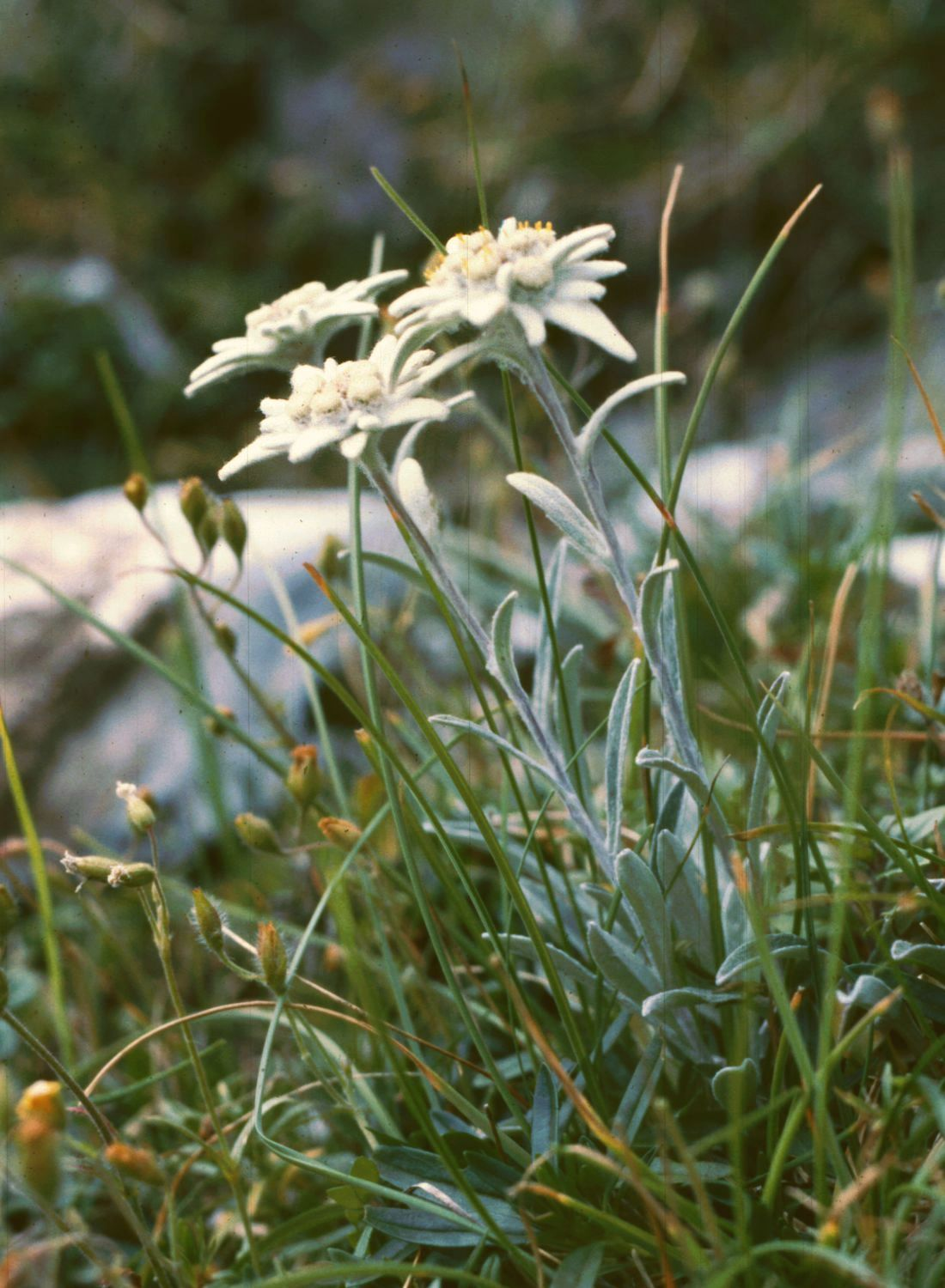
Leontopodium alpinum
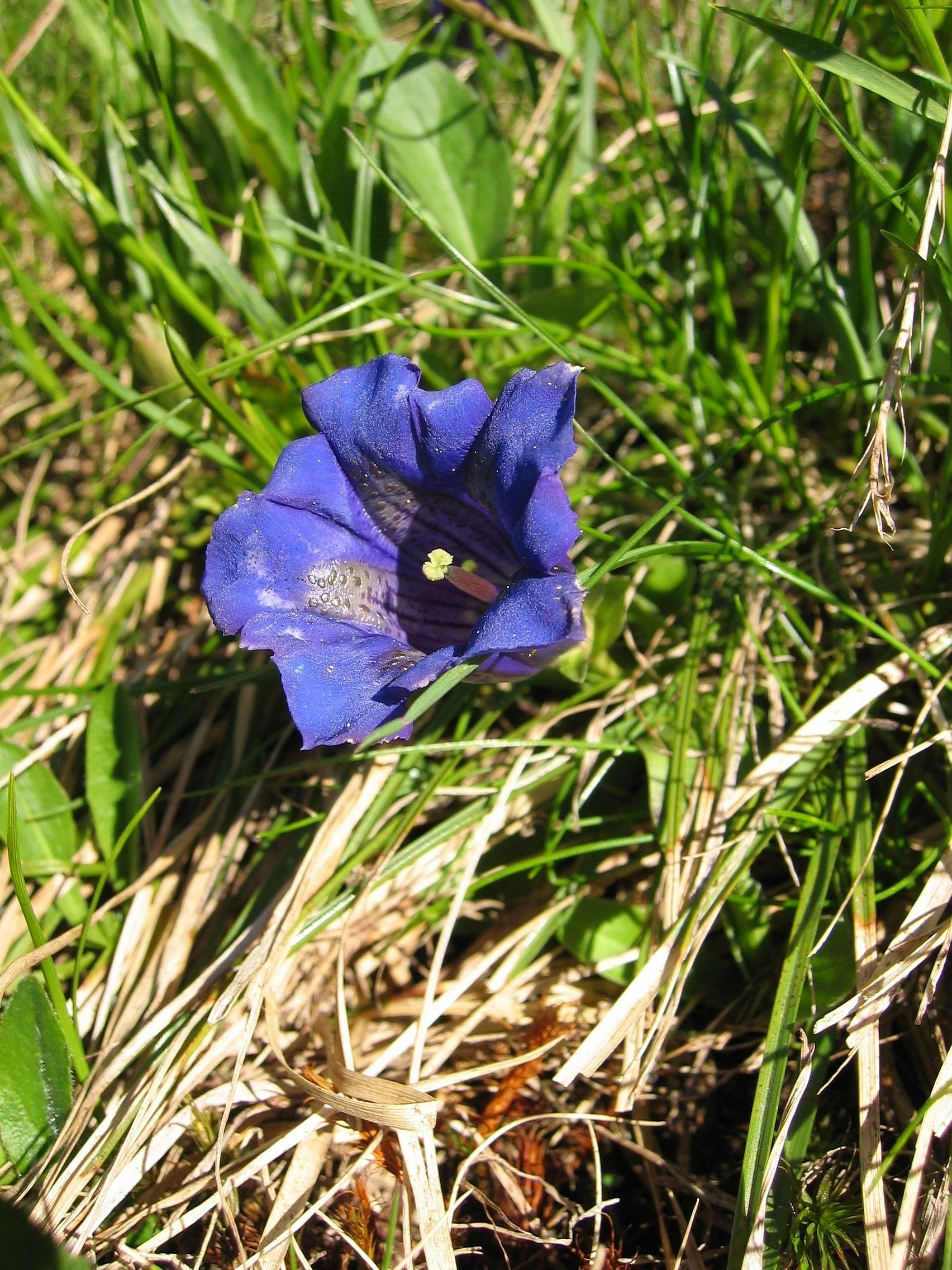
Gentiana acaulis
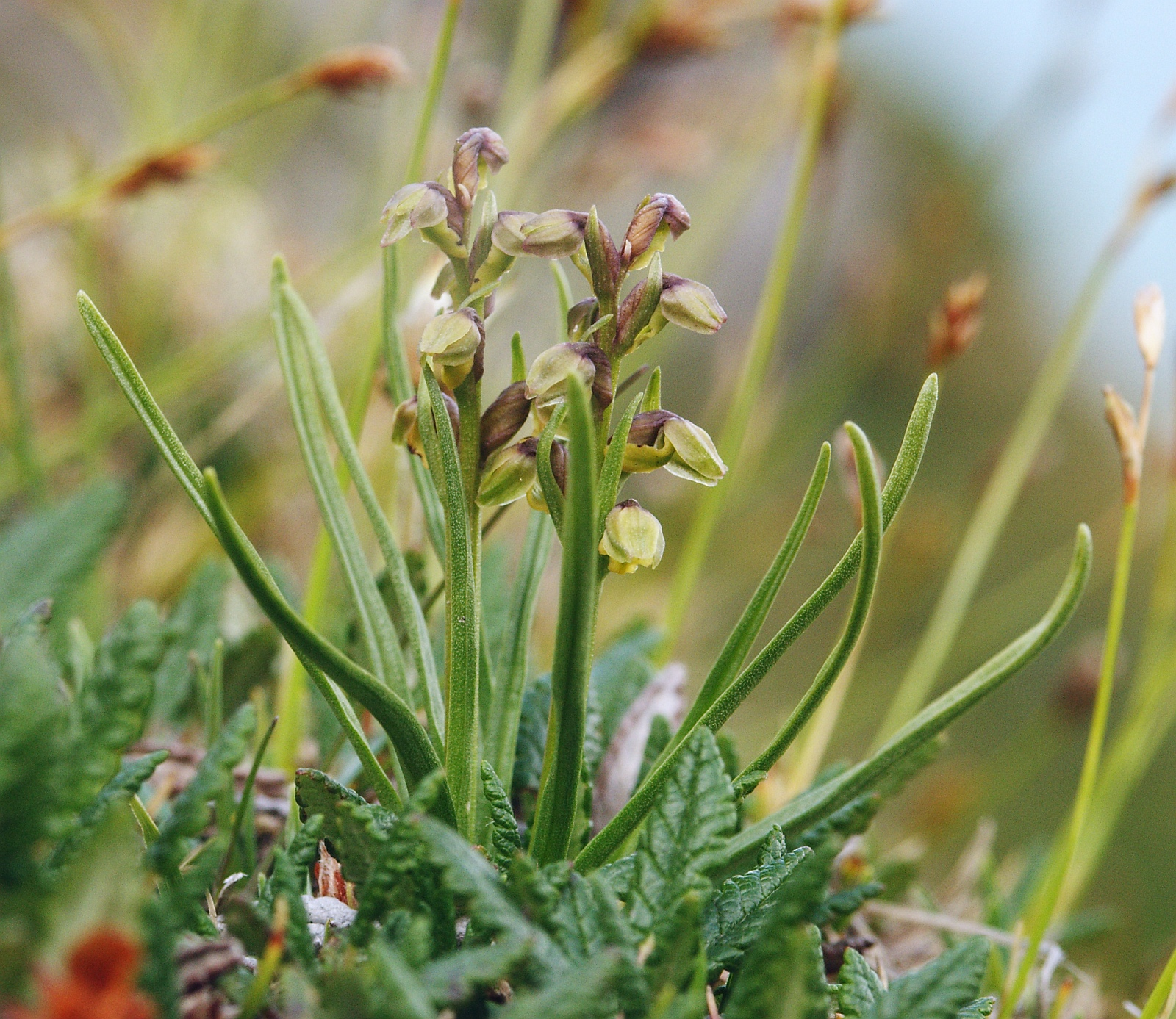
Chamorchis alpina
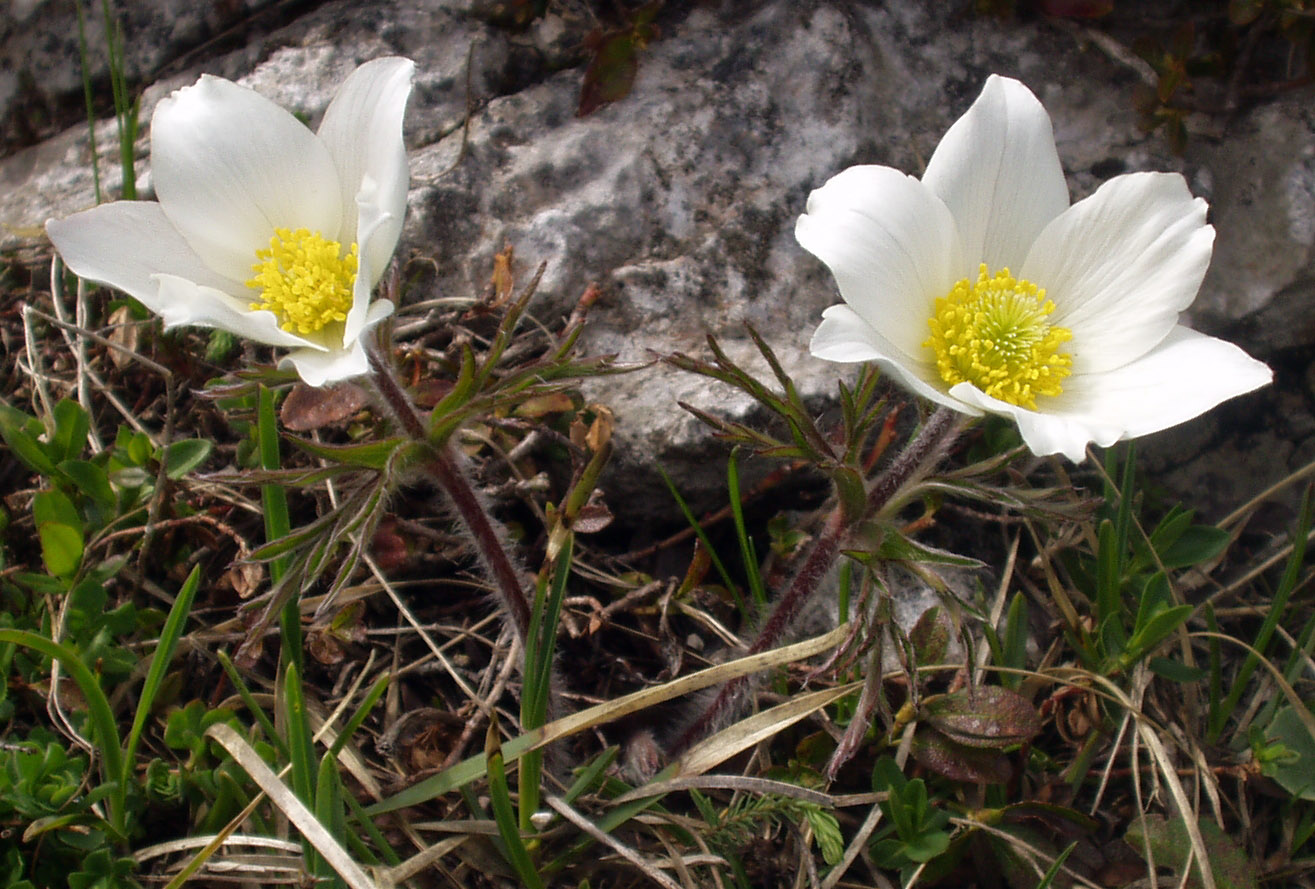
Pulsatilla alpina
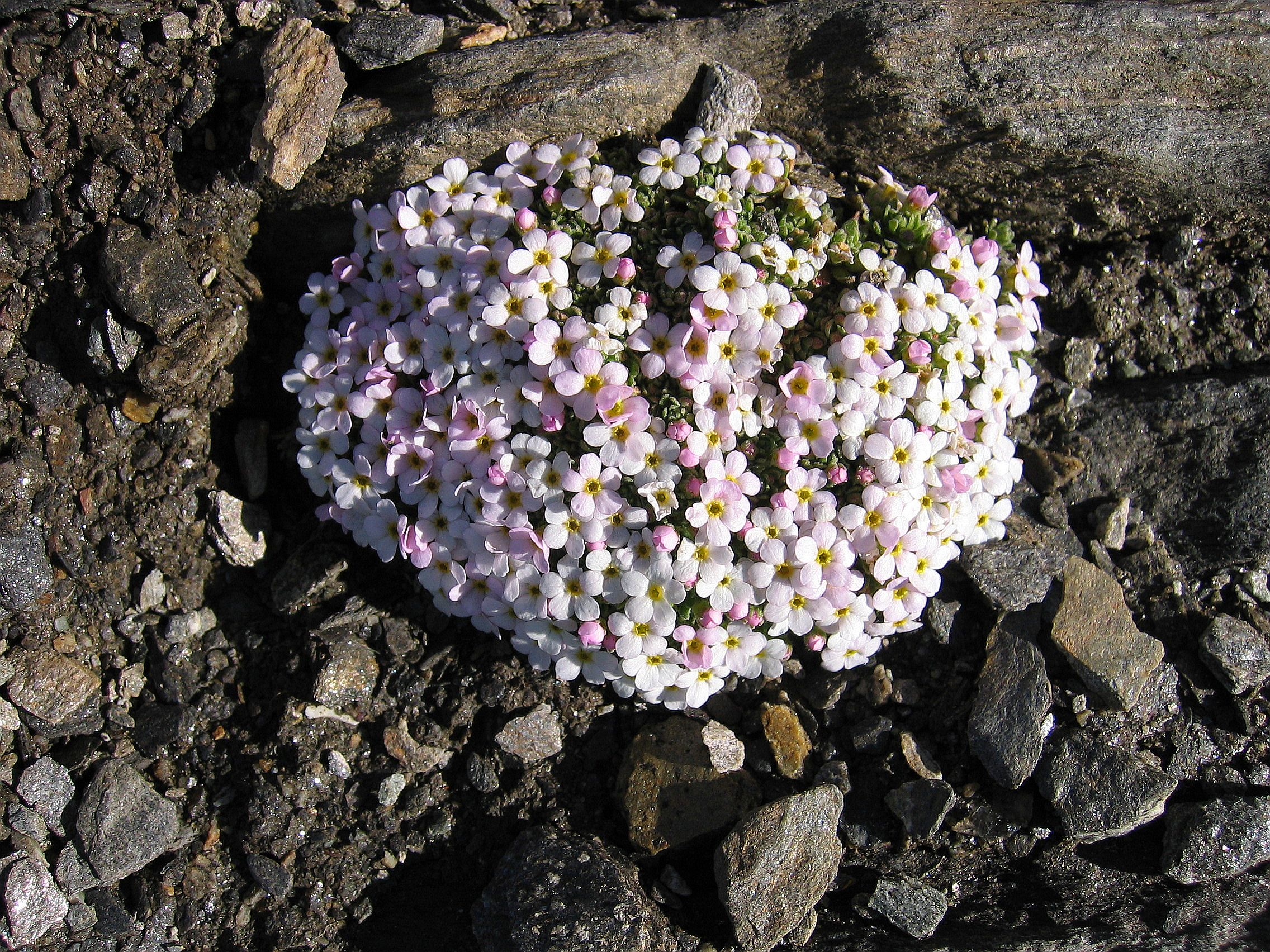
Androsace alpina
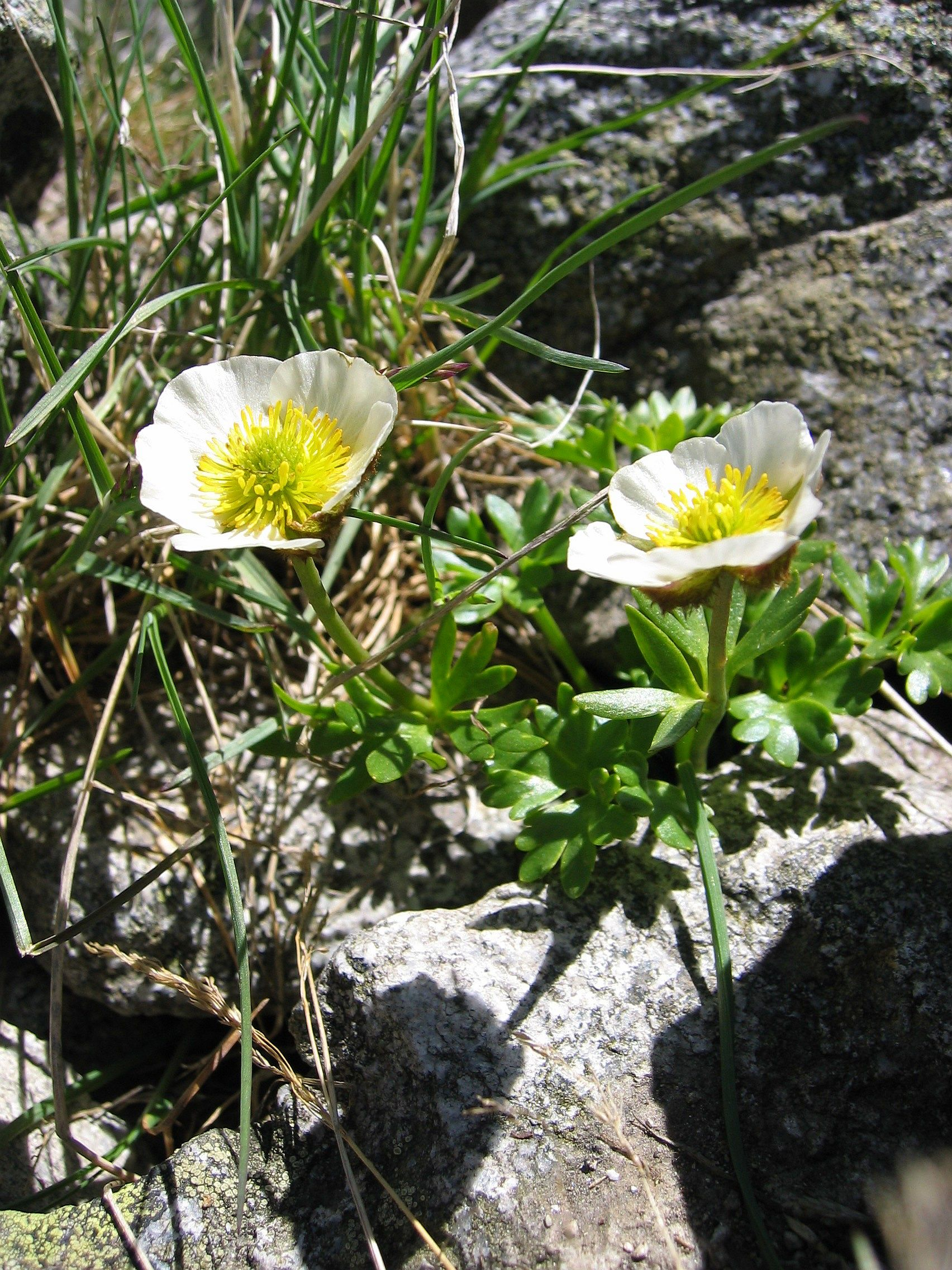
Ranunculus glacialis
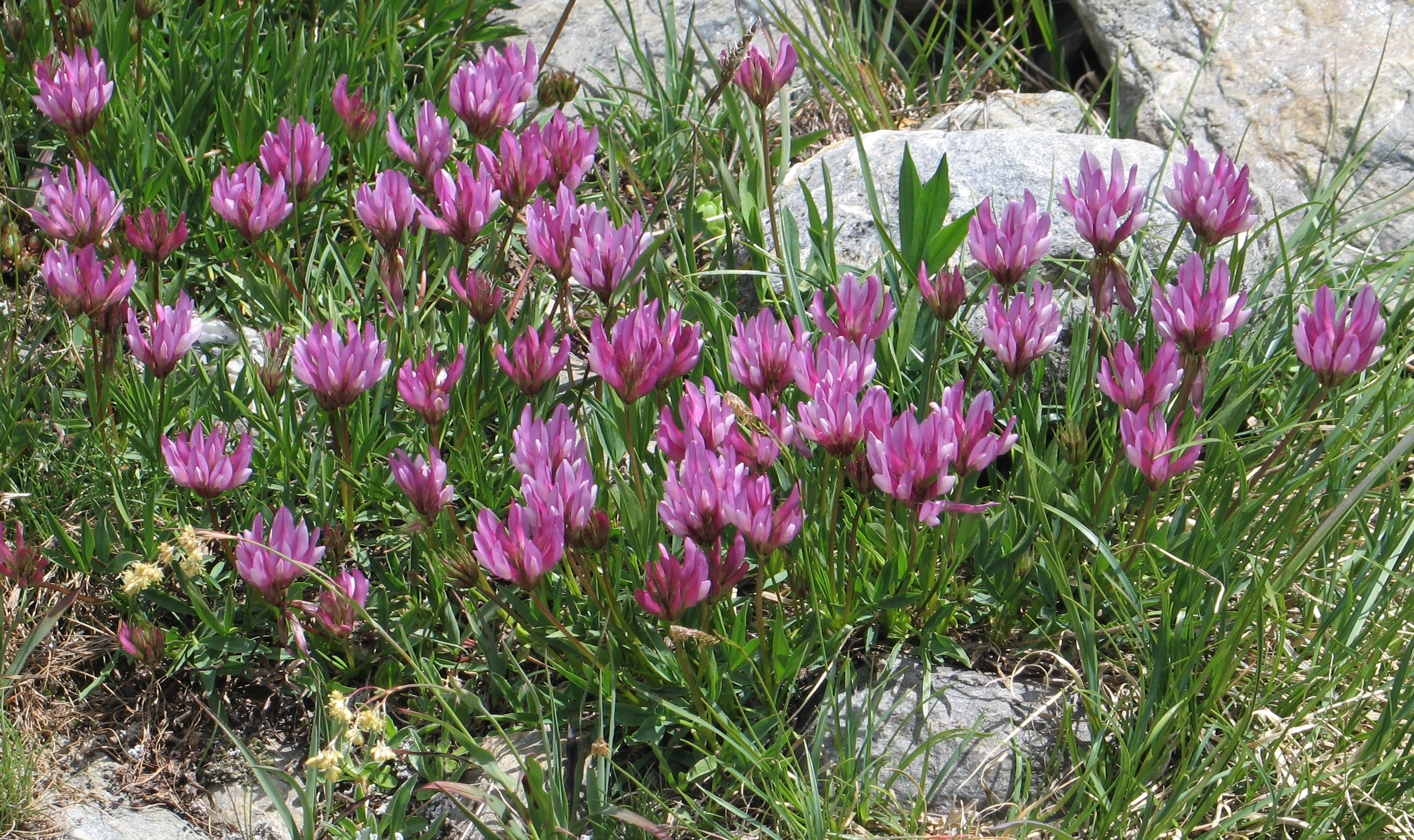
Trifolium alpinum

Un limite naturale della vegetazione è l'altitudine, che si nota dalla presenza dei principali alberi decidui — quercia, faggio, frassino e acero montano. Questi non raggiungono esattamente la stessa quota, né è frequente che crescano assieme, ma il loro limite superiore di crescita corrisponde in modo abbastanza accurato ai cambiamenti di temperatura verso un clima più freddo che è ulteriormente confermato dai cambiamenti nel manto erbaceo nativo. Questo limite di solito rimane circa a 1200 m sopra il livello del mare sul lato nord delle Alpi, ma a sud spesso sale a 1500 m, talvolta anche a 1700 m.
Non si deve supporre che questa regione sia sempre segnata dalla presenza degli alberi caratteristici. L'intervento dell'uomo in molte regioni li ha quasi eliminati e, con l'eccezione delle foreste di faggi delle Alpi austriache, una grande foresta di alberi decidui è rara. Molte regioni, dove tali alberi esistevano una volta, sono state occupate dal pino silvestre e dall'abete rosso, che soffrono meno le devastazioni delle capre, i peggiori nemici della vegetazione arborea.
L'aroma caratteristico di molti prati alpini durante l'estate è notevolmente influenzato dai composti organici volatili (COV) emessi dalle specie vegetali dominanti. Un esempio notevole è il Trifoglio alpino (Trifolium alpinum), una pianta foraggera chiave i cui fiori producono un profumo forte, speziato e dolce che domina per intensità gli altri presenti ad alta quota.

### Fauna
Le specie ritratte nelle immagini seguenti si trovano numerose in diverse aree protette alpine.

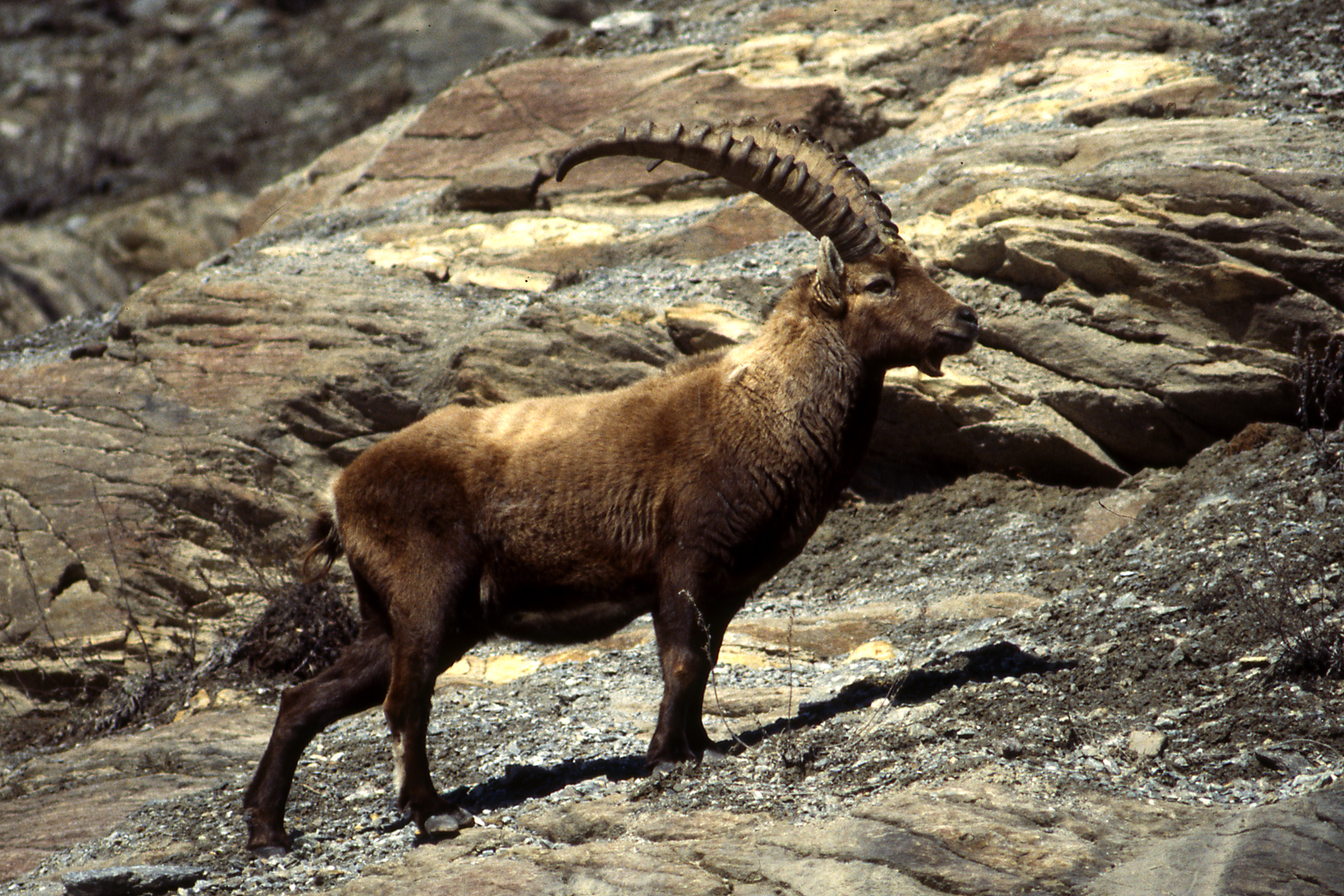
Stambecco (Capra ibex)
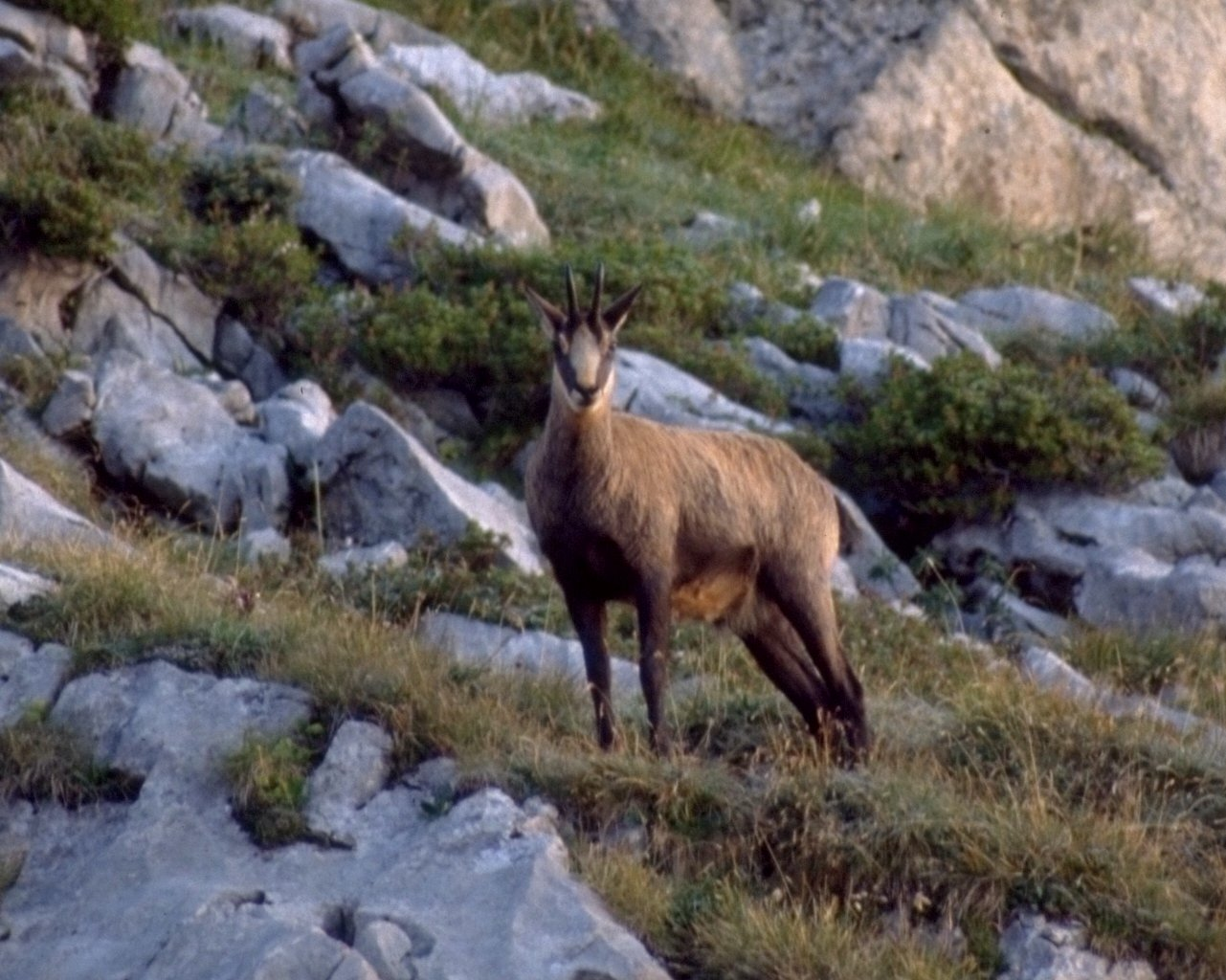
Camoscio alpino (Rupicapra rupicapra)
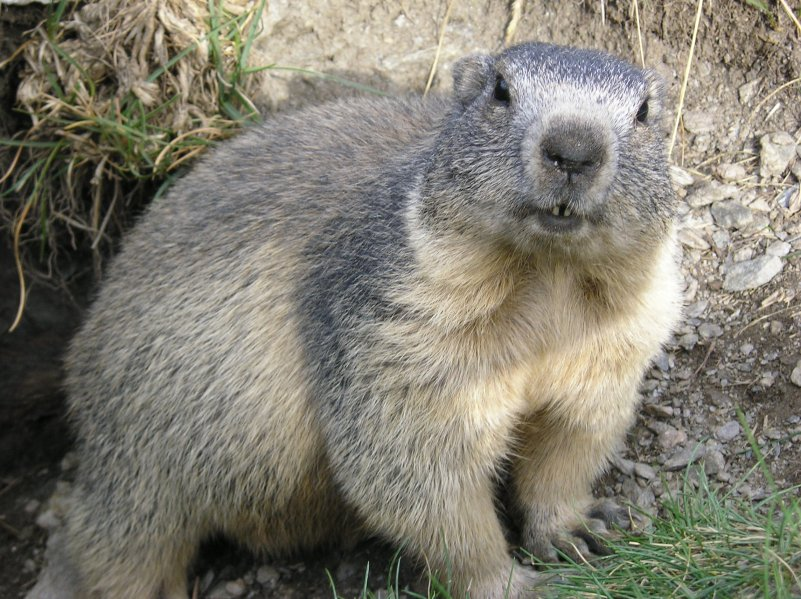
Marmotta alpina (Marmota marmota)
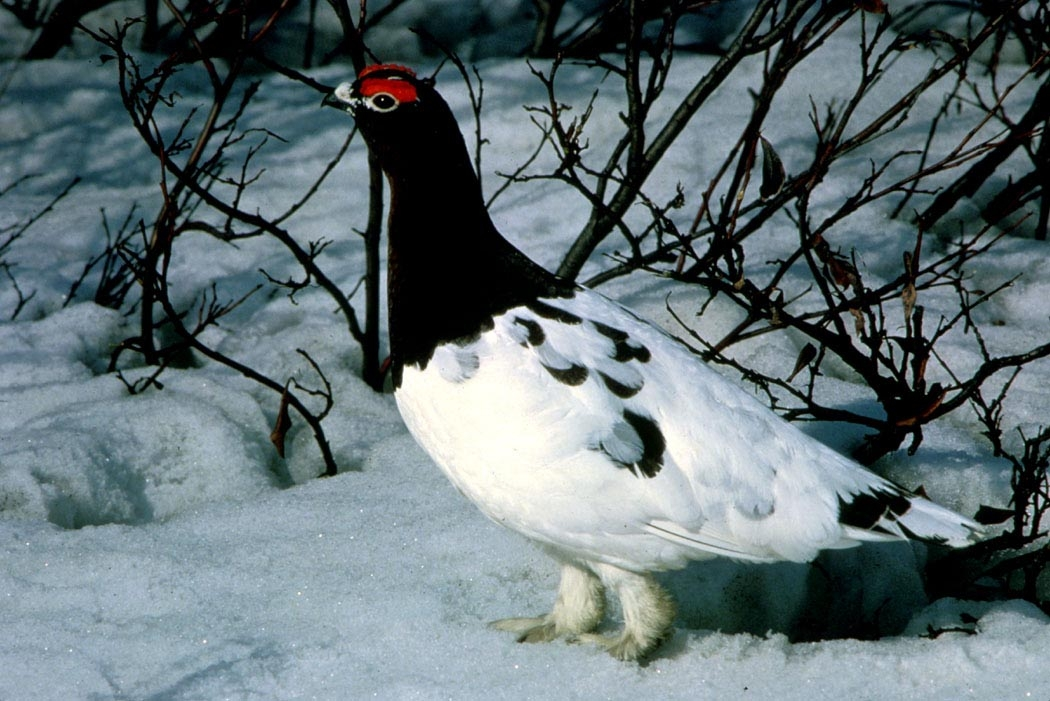
Pernice bianca (Lagopus muta)
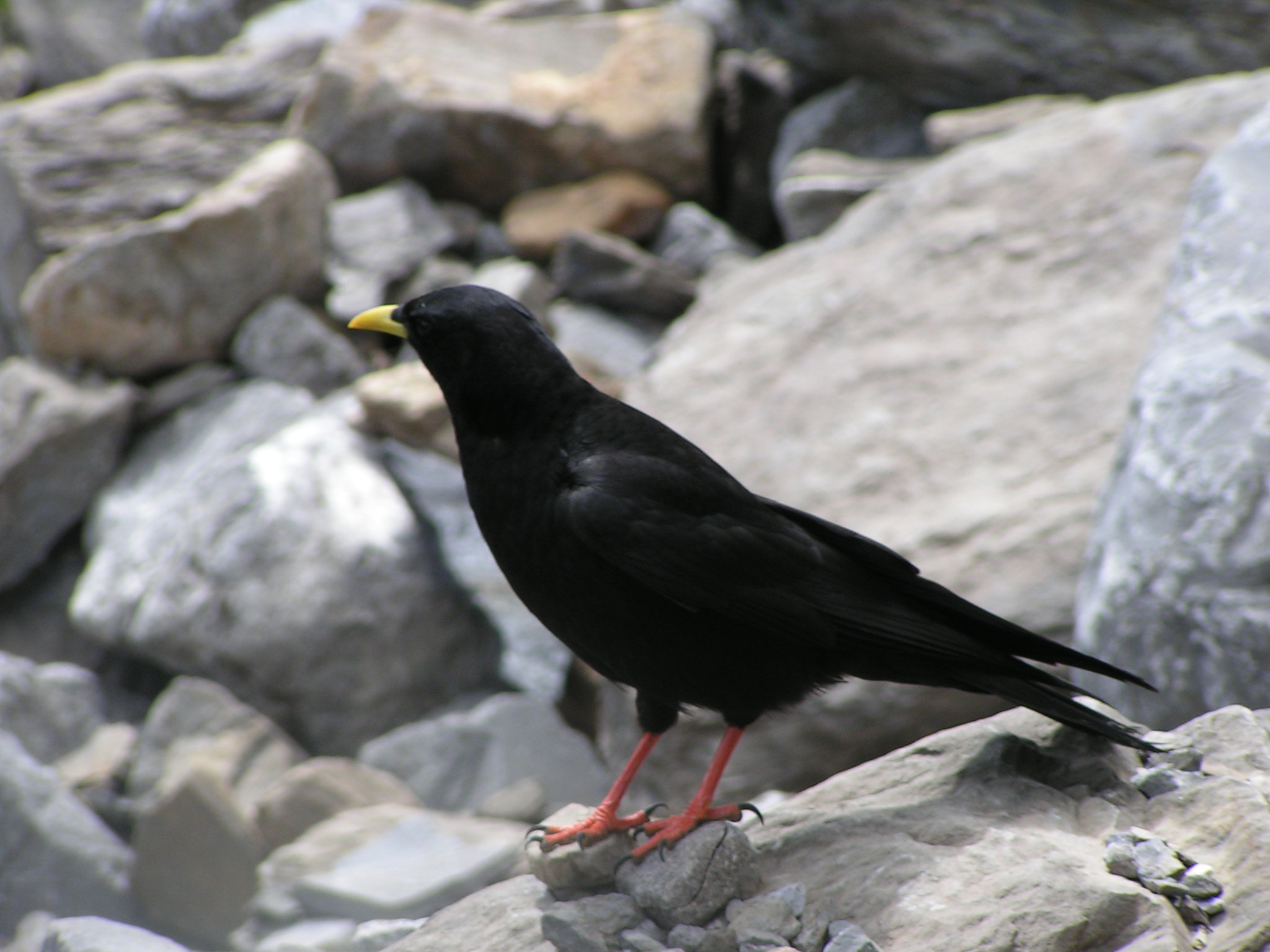
Gracchio alpino (Pyrrhocorax graculus)
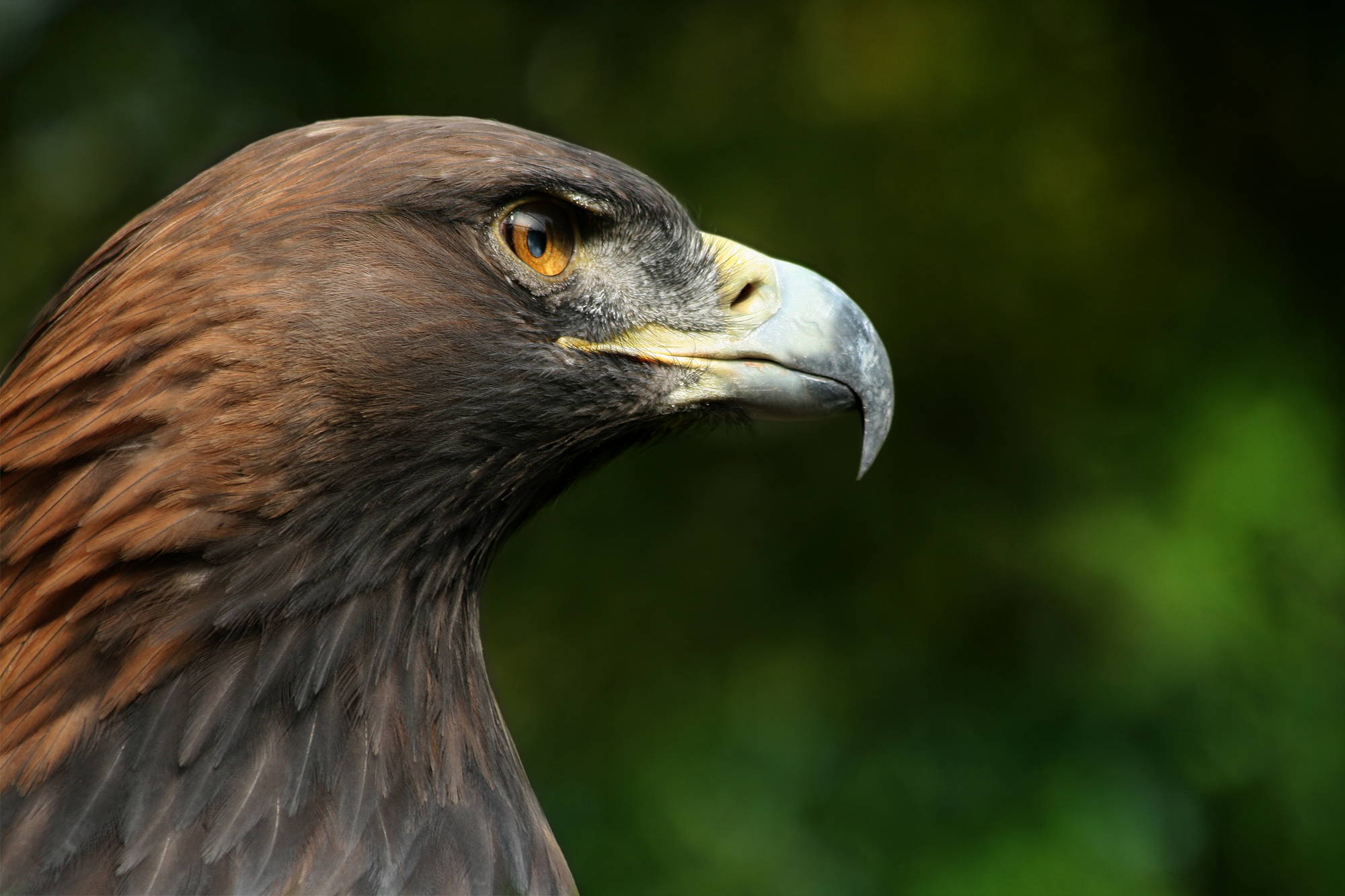
Aquila reale (Aquila chrysaetos)
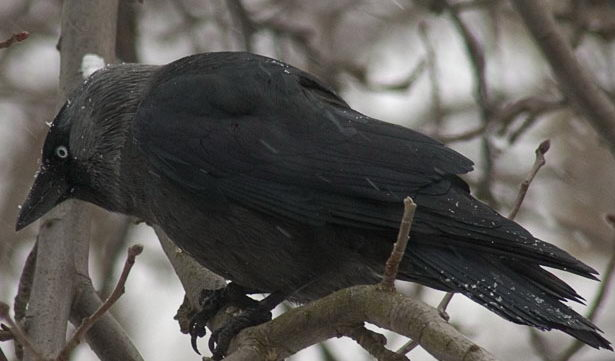
Taccola (Coloeus monedula)
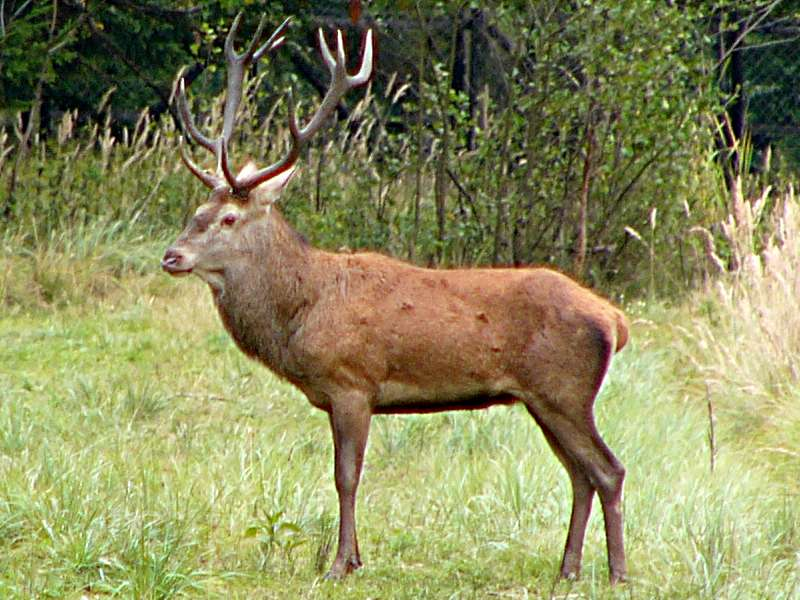
Cervo rosso (Cervus elaphus)
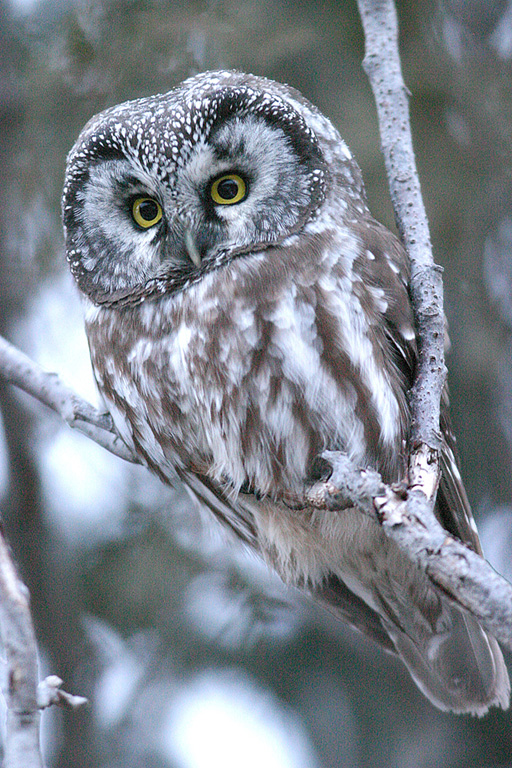
Civetta capogrosso (Aegolius funereus)
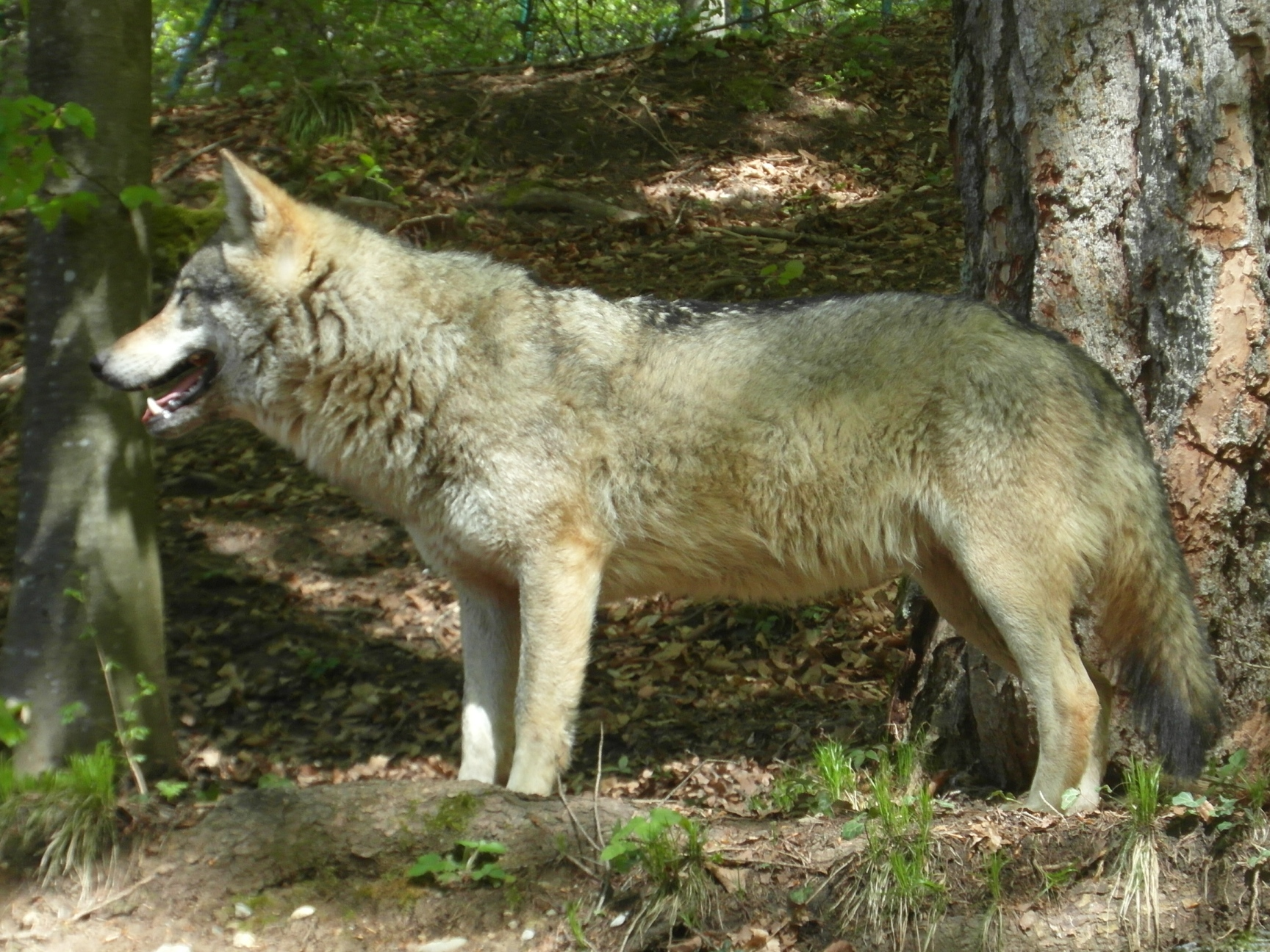
Lupo (Canis lupus italicus)
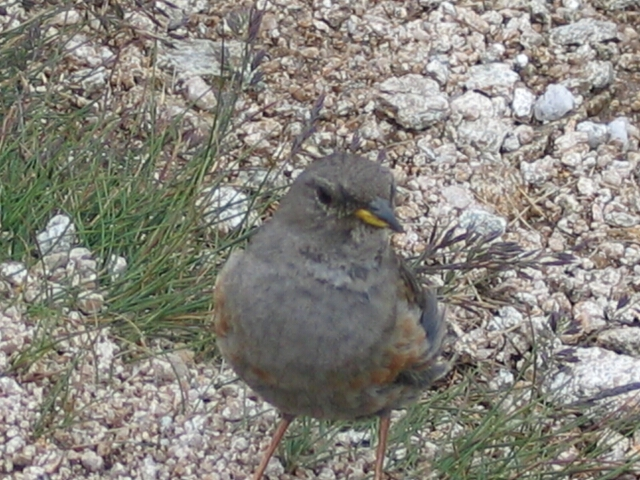
Sordone (Prunella collaris)

#### Mammiferi
Tra i ruminanti, uno dei più significativi mammiferi delle Alpi è lo stambecco, che ha rischiato l'estinzione. Salvato grazie all'istituzione del Parco Nazionale del Gran Paradiso, è stato poi reintrodotto anche in altre aree protette delle Alpi ed è oggi considerato fuori pericolo.
L'affine camoscio alpino ha visto anch'esso una forte diminuzione per la caccia eccessiva, ma con problemi meno gravi dello stambecco; è diffuso in tutta l'area alpina, seppur in modo discontinuo. I camosci alpini appartengono alla stessa specie dei camosci dei Carpazi (Rupicapra rupicapra, sottospecie diverse), ma non dei camosci degli Appennini, che sono invece una sottospecie di Rupicapra pyrenaica.
Sono diffusi inoltre il cervo rosso (o cervo nobile), il capriolo e, in qualche zona, anche il daino, introdotto dall'uomo già in epoca medioevale. Successivamente in alcune parti delle Alpi (p. es. Adamello, Alpi Marittime) è stato introdotto il muflone.
I carnivori più grossi erano il lupo grigio, l'orso bruno e la lince europea, tutti cacciati intensamente e scomparsi dall'intero arco alpino entro il 1915 circa, con la sola eccezione di una piccola popolazione di orsi in Trentino. Il lupo è tornato sulle Alpi a partire dalle popolazioni appenniniche, raggiungendo, intorno al 1990, le Alpi Occidentali e, dopo il 2000, anche le Alpi Centrali. Anche nelle Alpi Orientali è ormai accertato da pochi anni l'arrivo del lupo, dove però potrebbero incontrarsi sia esemplari provenienti da ovest (lupi appenninici) che esemplari orientali (lupi balcanici provenienti dalla Slovenia).

### Aree naturali protette

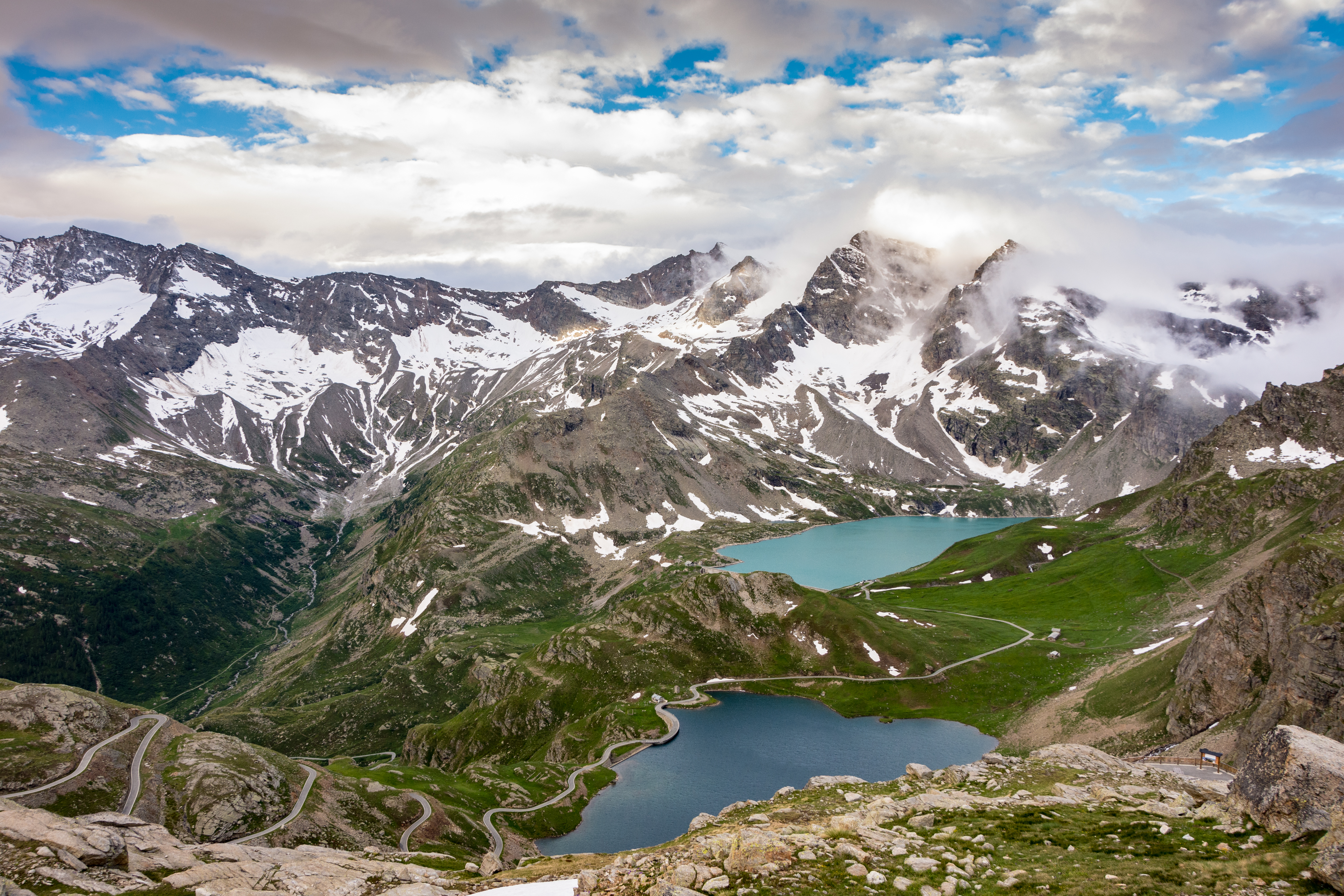
Parco nazionale del Gran Paradiso

Le Alpi sono sede di numerosi parchi nazionali all'interno di ciascuno Stato a testimonianza della loro importanza naturalistica. In Italia si trovano il Parco nazionale del Gran Paradiso, il Parco nazionale dello Stelvio, il Parco nazionale delle Dolomiti Bellunesi e il Parco nazionale della Val Grande e numerosi altri parchi regionali e naturali. In Francia il Parco nazionale della Vanoise, il Parco nazionale degli Écrins e il Parco nazionale del Mercantour. In Austria il Parco Nazionale degli Alti Tauri, il Parco nazionale Gesäuse, Parco nazionale Kalkalpen.

## Popolazione

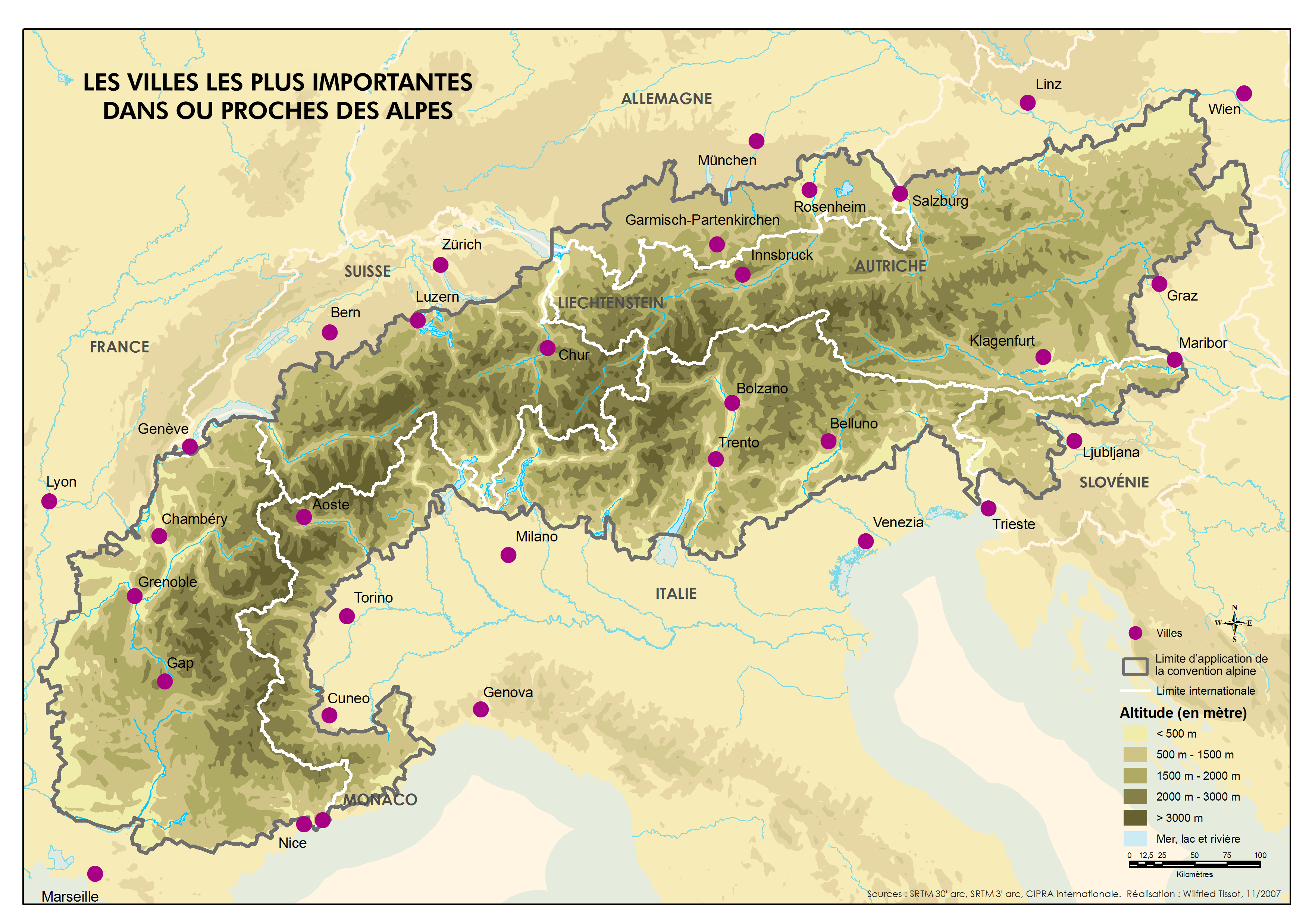
Principali insediamenti dell'arco alpino

Le Alpi sono abitate in tutto da più di 14 milioni di persone.
Le più grandi città dell'arco alpino sono Grenoble (Francia) con 157 424 abitanti, Innsbruck (Austria) con 122 458, Trento (Italia) con 117 185, Bolzano (Italia) con 106 441 e Lugano (Svizzera) con 68 677 e 150 000 nell'hinterland.
I francesi chiamano Grenoble "Capitale delle Alpi" (Capitale des Alpes), gli austriaci chiamano Innsbruck "Capitale delle Alpi" (die Haupstadt der Alpen), mentre in Italia viene chiamata Torino "Capitale delle Alpi" (892 649 abitanti), sorgendo in una pianura posta direttamente ai piedi delle Alpi.
Nel 2013 la popolazione totale delle Alpi era di 14 232 088 abitanti; con un'area considerata di 190717 km² la densità media risultava di circa 74,6 abitanti/km².
Di questi la maggior parte sono francofoni, germanofoni e italofoni. Significativa è anche la comunità slovena. Tuttavia, a causa dell'isolamento dovuto alla conformazione orografica, le Alpi hanno permesso più di altre aree la sopravvivenza di minoranze linguistiche. Ad esempio nelle valli Po, Maira e Varaita si è conservato per secoli l'uso della lingua provenzale, che invece il governo francese ha bandito dall'uso ufficiale e religioso. Analogamente è successo per la lingua francoprovenzale in Valle d'Aosta. Le lingue retoromanze o ladine (friulano, romancio e ladino dolomitico), poi, sono parlate solo (eccetto il friulano) nelle Alpi. Come solo nelle Alpi sono parlati alcuni dialetti tedeschi meridionali, come il Walser, il Cimbro e il Mocheno. Nelle vallate alpine meridionali sono parlate (di più che nella Pianura Padana) le lingue gallo-italiche, cioè il ligure, il piemontese, il lombardo e il veneto.
Quanto alla religione, le Alpi sono prevalentemente cattoliche. Sono protestanti i cantoni svizzeri, escluso il Ticino, che è a maggioranza cattolica. Ma anche a questo riguardo bisogna dire che le Alpi, grazie alla configurazione del territorio, sono state per secoli il rifugio di una minoranza, la comunità valdese, che era sorta a Lione, ma ne era dovuta fuggire a causa delle persecuzioni.

### Comuni e centri abitati più elevati

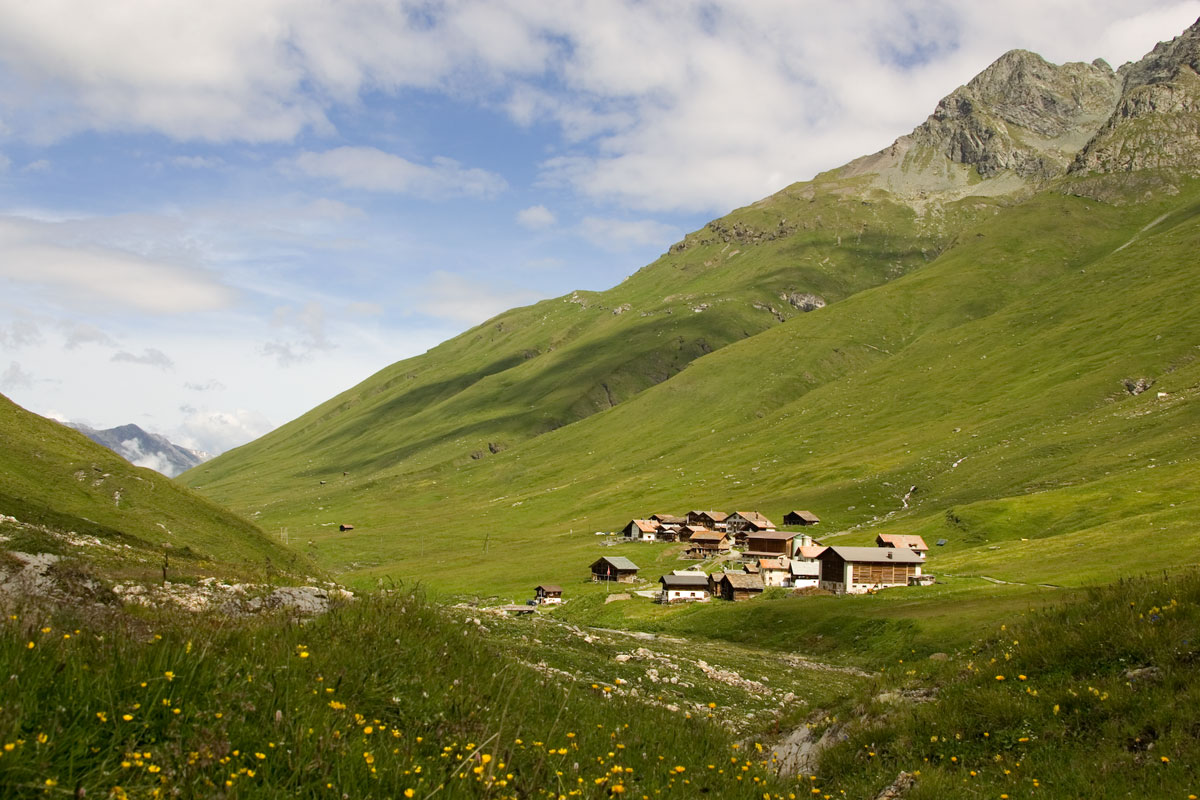
Juf

- Sestriere
- Juf
- Breuil-Cervinia
- Livigno-Trepalle
- Tignes
- Val Thorens

## Trasporti
La catena alpina rappresenta un ostacolo per le principali reti di trasporto transeuropee, potendo essere oltrepassate solo con valichi o tunnel. Fra i corridoi di attraversamento principali ricordiamo:
- Francia-Italia

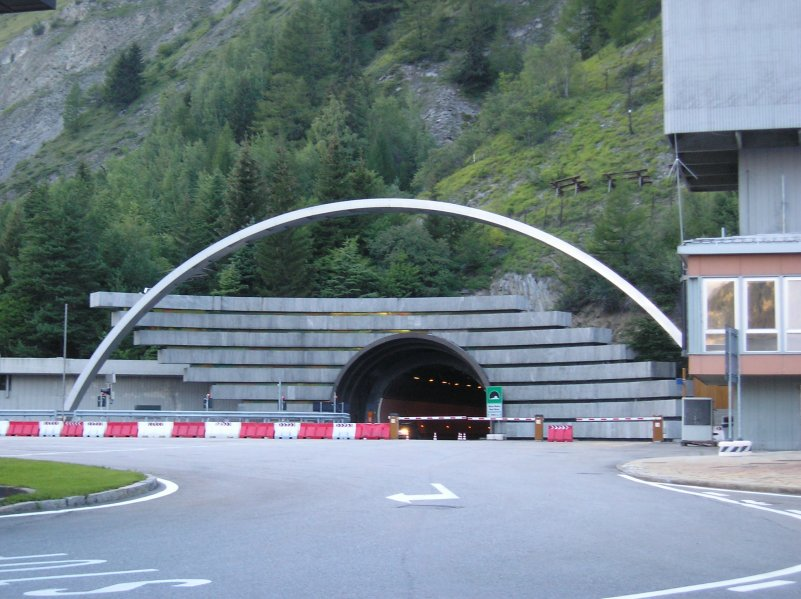
Traforo del Monte Bianco

  - Nizza – Tenda – Cuneo – Torino / Asti – Milano
  - Gap – Barcelonnette – Cuneo – Torino – Asti – Milano
  - Lione / Valence – Grenoble / Chambéry – Modane / Albertville – Torino / Aosta – Milano
  - Lione / Mâcon – Ginevra / Annecy – Chamonix – Aosta – Torino / Milano
- Germania-Svizzera/ Austria -Italia
  - Karlsruhe – Friburgo in Brisgovia – Basilea – Zurigo – San Gottardo – Bellinzona – Lugano – Milano
  - Stoccarda – Singen – Costanza – Zurigo – San Gottardo – Bellinzona – Milano
  - Ulma – Memmingen – Lindau – Bregenz – Coira – San Bernardino – Bellinzona – Milano
  - Monaco di Baviera – Garmisch-Partenkirchen – Innsbruck – Brennero – Bolzano – Verona
  - Monaco di Baviera – Rosenheim – Kufstein – Innsbruck – Brennero – Bolzano – Verona
  - Monaco di Baviera – Rosenheim – Bad Reichenhall – Salisburgo – Villaco – Udine – Treviso – Mestre

## Turismo

Alpe di Siusi (Dolomiti Superski)

Le Alpi hanno avuto dal secolo scorso un importante sviluppo del turismo. Già nel XIX secolo gli inglesi benestanti esaltavano il concetto di Alpi come playground of Europe (v. Alpinismo). L'offerta dell'industria turistica  alpina copre tutte le stagioni con proposte diversificate: sport invernali, turismo degli amanti delle escursioni e delle arrampicate, turismo termale, turismo religioso. Per molte comunità alpine il turismo è diventato la principale se non l'unica fonte di reddito fagocitando le attività tradizionali, relegate ad un ruolo marginale..
Secondo lo studio del 2021 di un rivenditore sportivo online, l'Italia offre "l'esperienza alpina definitiva". Con una quota di superficie del 27,3%, l'Italia offre le migliori condizioni per una vacanza attiva nelle Alpi. Lo studio conta un'infrastruttura turistica con 60 000 chilometri di sentieri, 253 rifugi di montagna e 20 327 alloggi per la notte, nonché un paesaggio alpino unico con 217 cime sopra i 3 000 metri e 38 cime sopra i 4 000 metri. Le regioni alpine più popolari in Italia sono l'Alto Adige, le Dolomiti e le Alpi Liguri sul Mar Mediterraneo.
Famose in Italia sono stazioni invernali ed estive come Sestriere, Courmayeur, Breuil-Cervinia, Alagna Valsesia, Macugnaga, Madesimo, Livigno, Bormio, Tonale, Madonna di Campiglio, Cortina d'Ampezzo, Foppolo, ecc. in Francia Chamonix, Courchevel, Tignes, Méribel, Morzine, Les Deux Alpes, ecc., in Svizzera Zermatt, Saas-Fee, Sankt Moritz, Wengen, Adelboden, Veysonnaz, Crans-Montana, Gstaad, Lenzerheide, Davos, ecc., in Austria Kitzbühel, Soelden, Schladming, Lienz, Flachau, Saalbach-Hinterglemm, Sankt Anton, Nassfeld-Pramollo, ecc., in Slovenia Kranjska Gora, Plezzo, Maribor, ecc., in Germania Garmisch-Partenkirchen, ecc.
Gli ambientalisti e una parte degli abitanti locali temono però sempre maggiormente i danni che il turismo di massa può arrecare e invocano sempre più spesso dei limiti all'utilizzo turistico delle Alpi. Ad esempio, vengono costruite sempre più vie di comunicazione attraverso le montagne, vengono alterate le strutture dei villaggi, aumentano i rifiuti da smaltire. D'altra parte, lo sviluppo delle infrastrutture turistiche ha già toccato in diverse vallate il suo limite perché la superficie utile è limitata da pericoli naturali (valanghe, frane, ecc.). Alcune tragiche disgrazie negli ultimi anni (ad esempio a Galtür, in Tirolo, nel febbraio 1999) hanno evidenziato questa problematica.
Il turismo itinerante rappresenta invece un esempio di turismo ecologicamente sostenibile ("turismo dolce"), in particolar modo se riscopre vallate semi-abbandonate e minacciate dall'emigrazione, contribuendo ad assicurare una fonte di introiti per le popolazioni originarie. Questo tipo di turismo viene pubblicizzato in maniera esemplare dalla Grande Traversata delle Alpi in Piemonte.

### Condizioni

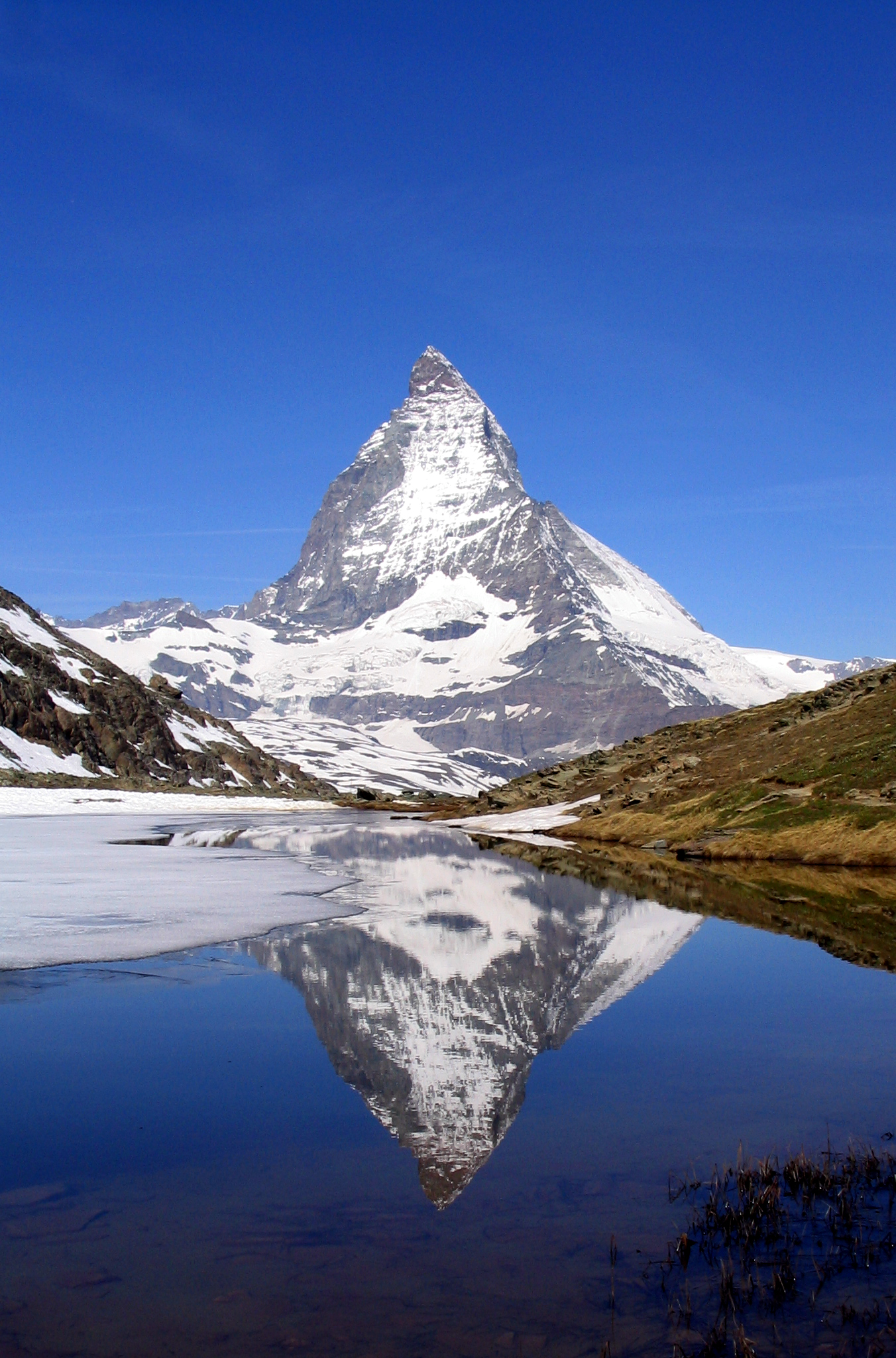
Il Cervino

La varietà paesaggistica, le bellezze culturali e le particolari condizioni climatiche sono prerequisiti ottimali per l'utilizzo turistico delle Alpi, poiché permettono offerte differenziate per i diversi interessi turistici (ad es. turismo di relax, attivo, di cura, culturale, ecc.). In estate sono possibili soggiorni riposanti o energizzanti (trekking, passeggiate, turismo balneare sui laghi), e soprattutto la vacanza sportiva nella sua forma più elevata, l'alpinismo. Questa è stata anche l'attività che ha inaugurato lo sviluppo turistico delle Alpi. In particolar modo fu il turismo inglese a lasciare un'impronta decisiva al termine del XIX secolo. Già all'epoca vennero organizzati dall'inglese Thomas Cook dei viaggi di massa dalla Gran Bretagna verso le Alpi. In inverno le Alpi sono un'attrattiva mondiale per gli sport invernali, fra i quali domina lo sci nelle sue diverse evoluzioni e varianti. Negli ultimi decenni il turismo invernale ha però ceduto il passo alla sua variante estiva in numerose aree della catena montuosa.

### Vantaggi e pericoli
Attraverso il turismo di massa si creano posti di lavoro e introiti a livello regionale, e si può ridurre lo spopolamento delle aree montane. Il turismo alpino è però spesso concentrato solo in determinati territori, città o paesi. Nei grandi territori privi di turismo di massa l'emigrazione è infatti ancora rilevante. Spesso si incontrano a breve distanza aree di grande sfruttamento e "terre di nessuno", almeno a livello turistico. Questo fenomeno si riscontra prevalentemente nelle Alpi italiane, anche a causa della loro estensione.
Le popolazioni alpine sono ormai fortemente dipendenti dal turismo di massa. A questo fenomeno si sottomettono spesso intere aree del vivere civile, e talvolta le identità o le particolarità regionali si riducono a semplici cliché. Inoltre le condizioni di lavoro legate al turismo offrono spesso prospettive limitate e non interessanti (orari di lavoro estremamente flessibili, compensi ridotti, elevata stagionalità). I lavoratori che non vogliono o non possono sottostare a queste condizioni trovano soltanto le alternative dell'emigrazione o del pendolarismo.
L'intensivo turismo ha portato anche problemi ecologici, come inquinamento, problemi di smaltimento dei rifiuti, incremento del traffico stradale e "inquinamento estetico", ad esempio a causa di strutture altamente tecnologiche come le funivie, che hanno un notevole impatto ambientale.

## Patrimoni dell'umanità
Con una lunghezza di 23 chilometri e uno spessore di 900 metri, il ghiacciaio dell'Aletsch è stato il primo sito naturale dell'arco alpino, insieme a Jungfrau, Mönch, Eiger, Bietschhorn, a essere inserito tra i patrimoni dell'umanità dell'UNESCO.
Nelle Alpi ci sono in tutto diciassette siti del Patrimonio mondiale suddivisi tra Italia, Germania, Svizzera ed Austria, di cui tre transfrontalieri.
Patrimonio naturale
- Arena tettonica di Sardona (Svizzera)
- Dolomiti (Italia)
- Jungfrau, Mönch, Eiger, ghiacciaio dell'Aletsch, Bietschhorn (Svizzera)
- Monte San Giorgio (Svizzera/Italia)

Patrimonio culturale.
- Incisioni rupestri della Val Camonica (Italia)
- Monastero di San Giovanni in Val Müstair (Svizzera)
- Chiesa del Pellegrinaggio di Wies (Germania)
- Abbazia di San Gallo (Svizzera)

- Centro storico di Salisburgo (Austria)
- Hallstatt, Dachstein, Salzkammergut (Austria)
- Ferrovia del Semmering (Austria)
- Centro storico di Graz e Castello Eggenberg (Austria)
- Castelli, mura e bastioni della città-mercato di Bellinzona (Svizzera)
- Sacri Monti di Piemonte e Lombardia (Italia)
- Ferrovia Retica (Svizzera/Italia)
- Siti palafitticoli preistorici attorno alle Alpi (Italia, Francia, Slovenia, Svizzera Germania ed Austria)
- Longobardi in Italia: i luoghi del potere (solo alcuni di essi sono nelle Alpi)

## Galleria d'immagini

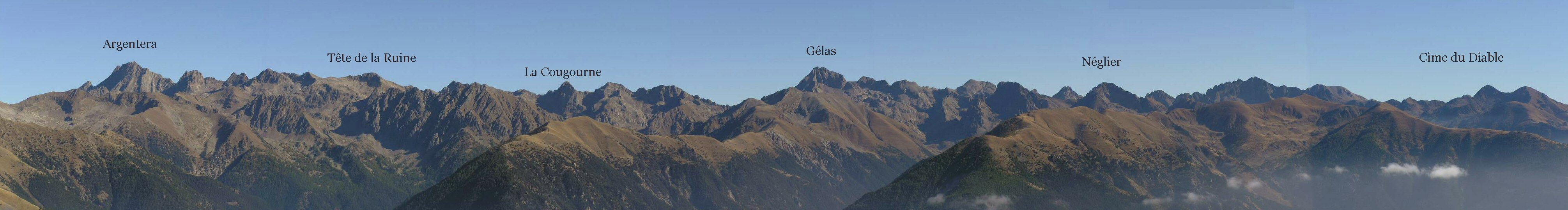
Panorama delle Alpi Marittime
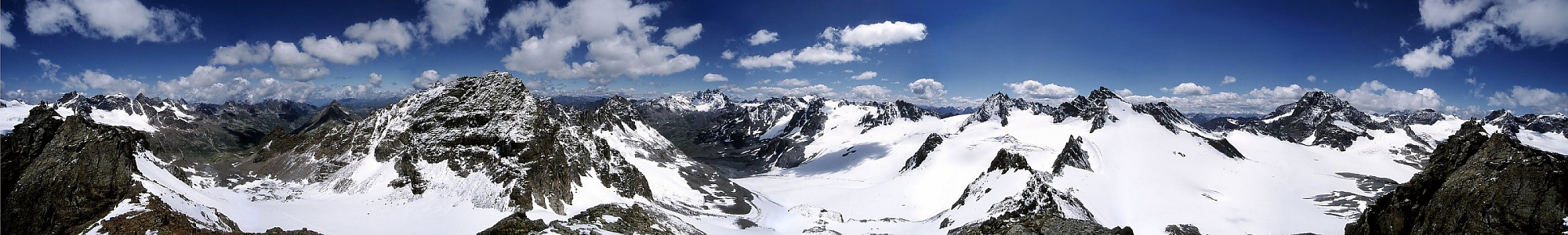
Il Gruppo del Silvretta in Austria